# 国鉄583系電車
国鉄583系電車（こくてつ583けいでんしゃ）は、日本国有鉄道（国鉄）が設計・製造した動力分散方式の交直両用特急形寝台電車。
本項では、交流60Hz対応の581系電車についても解説を行う。

## 概要
高度経済成長期のひっ迫する輸送力への対応および車両効率の向上を目的として開発された寝台電車である。
寝台設備を持つ動力車は、20世紀初頭にアメリカのインターアーバン（都市間電車）や1950年代中ごろに西ドイツの寝台気動車VT10.5形など数例が見られ営業運転も行われていたが、静粛性の問題や昼夜兼行とする経済的メリットが存在しなかったことから、いずれも少数・短期間にとどまった。本格的な寝台電車は本系列が世界で最初のものである。
最初に投入された列車愛称にちなみ、月光形電車の呼称がある。

### 開発の背景
本系列の開発の経緯は、以下に示す1960年代の日本の鉄道の事情が関係していた。
- 高度経済成長の進展による好景気による輸送需要増大に伴い全国的に優等列車の増発が進められた。この過程で運転本数が多くなった急行・特急列車に対し、運行する車両を留置する車両基地の容量問題が浮上してきた[注 2]。
- また、都市の過密化により、ターミナル駅の停車線の延長が難しく、旅客列車は東海道本線・東北本線における、いわゆる「国鉄20m級車両」で16両が限界であった。この為、機関車の存在はその分旅客車の数が減ってしまう他、折り返し時に機関車を付け替える「機回し」もダイヤ組成上のネックとなった（特に単端式ホームがほとんどの上野駅で顕著）。
- 日本の鉄道は他の先進国と比べて後発であったが、勾配やカーブが少なくなく、停車駅の距離が短く数も多い、線路数が少ないため待避する回数や時間が多いといった問題があった[2]。東海道本線でさえ軌道状態は諸外国に大きく差をつけられており、列車の増発やスピードアップの妨げとなり、動力分散式であるビジネス特急の運転でさえ軌道整備が相当必要として、線路や枕木の改良による軌道強化を行っていた[3][4]、など機関車牽引に不利な条件があった。
- 車両の新規製造コスト捻出が問題化していた[注 3]。

これらの解決策として、昼夜兼行で使用可能な寝台兼用電車を設計することになったものである。
当初は寝台車の接客設備水準から昼行列車では急行列車の運用が想定されていたが、昼行運用を平均時速が遅い急行列車で運用する場合は充分な転換時間が得られないことや居住性を考慮した上で「Bロネの3段化」が望ましい反面で大幅な定員減がネックによる収入減になるなどの理由から、特急形電車として設計された。速度の問題も軌道強化や複線化により寝台電車を特急として増発させ昼夜休まずに運用する構想が立てられ、その結果として以下のメリットが発生した。
- 寝台列車としては当時の日本国内在来線では最速となる120km/h[注 8]での走行が可能。
- 朝夕ラッシュ時は都市近傍の通勤用電車基地が在籍車フル稼働時間帯を迎えて空隙が生じるためその間の通勤車基地で寝台設備の解体・組立を行うことにより新規の地上設備投資を抑制。
- 昼夜兼行形車両とすることで1日により多くの車両運用が可能で稼働率が高まり、投資に対する費用対効果を向上。
- 主に首都圏・近畿圏での早朝到着列車を電車化することでダイヤカット（列車運転間隔の短縮）に寄与。

1967年（昭和42年）に直流・交流60Hzに対応する581系が、翌1968年（昭和43年）以降の増備は電動車を直流・交流50/60Hzの3電源対応とした583系が落成した。

## 構造

### 車体
それ以前の国鉄特急形電車がボンネット形の先頭形状と低い屋根による速度感の強い外観だったのに対し、本系列は寝台スペースの確保のためにほぼ車両限界いっぱいまで広げられており車高が高く、車体側面を垂直とし国鉄特急形電車としては初めて前面貫通路が設置された。
従来の特急形電車では静粛性から電動発電機 (MG) と空気圧縮機 (CP) を客室から遠ざけるため車両先端のボンネットに搭載していたが、本系列は先頭車の貫通構造と寝台列車では昼行列車以上の静粛性を要求されることから機器類と客室の分離は必須であるためクハネ581形では容量150kVAのMGおよび容量2,000L/minのC2000形CPを搭載する側通路構造の機器室を運転台後位に設置した。
運転台窓配置は従来の特急型から設計変更され、前窓は151系や481系などの曲面ガラスを使わず、新幹線0系電車と同じく平面ガラスで構成された。側窓は0系同様に傾斜させることで屋根部との面変化を少なくした。ただし、0系は流線型であるため側窓の1枚は正面と側面を繋ぐ形で斜めに配置しているが、本系列では側窓を同表面で構成し在来線の車両限界の制約から0系よりも傾斜が強い。このため側窓後部から屋根へのデザイン処理は独特となり、後に新幹線951形電車や新幹線100系電車でも採用された。
正面愛称表示器は、183系以降の貫通型・非貫通型先頭車のそれと比べ横長かつ天地の寸法が小さい。
- 文字のみで列車愛称を表示していた時代は、他系列とは異なり書体は切紙風で黄色または黄緑色に黒色の細い縁取り付きとした[注 11]。

塗色は在来特急車の窓周り赤色（赤2号）に代わって窓周り青色（青15号）とした。この色は20系客車などの寝台車に使われているものと同じであるほか、当初は新大阪で東海道新幹線に接続するため新幹線と共通するイメージを持たせることも考慮された。地色のクリーム色も青15号との相性から、在来特急車のクリーム4号からクリーム1号として落ち着いたイメージを持たせた。塗り分けは「こだま形」のものを踏襲したが、窓周りの青は寝台車としての性格を強調するため幅広となった。また、運転台前面上部は反射防止のため青15号で塗装された。
客扉は戸袋ができるのを避けるため折戸とし、腐食防止のためステンレス製とした。また、側面出入口付近に本系列独自の正方形とした20コマ対応電動巻取式方向幕が装備され新製時より使用された。

#### 貫通形デザインと波及
貫通扉のスタイリングは、開発担当する車両メーカー設計陣のほか鉄道車両工業会に当時設けられていた鉄道工業デザイン委員会のメンバーが加わって検討が行われ、貫通扉と幌を覆う構造・運転台の窓構成・大きな車体断面から先頭部にかけての形の変化などが議論された。
貫通路方式は将来の列車分割・併合を見越したもので連結器もボンネット形で採用された自動連結器とカバーの構成から密着連結器に変更された。当時の特急列車は長距離輸送の主役であり、優等列車の先頭形状には優雅さが求められたことから、貫通扉・幌・さん板を隠す左右2分割式外扉を設置し、表面の特急マークも外扉の左右2分割式である。
デザインも含めてこれらは後年の国鉄特急形電車に影響を与えた。
しかし、当時の電車特急は長編成での運行が基本であり分割・併合が実施されることはなく、後に正面デザインは前面貫通型をベースとしつつも貫通扉路を省略した先頭車（クハ481形300番台など）が登場することとなった。なお、本系列は非貫通型先頭車登場前に製造が終了したため落成した先頭車はすべて貫通型である。
また腐食や寒冷地での隙間風防止の観点から外扉の溶接を実施した車両が存在し、中にはクハネ581-7（→クハ715-3）のような事故復旧時に非貫通型に改造された車両もある。
- JR東日本秋田車両センター配置のクハネ583形は修繕に際し完全に貫通路が埋められ非貫通型となった。同編成は青森所属時に外扉を溶接しているが、外見上はオリジナルに近く切れ目が入っている。

国鉄分割民営化前後、特急列車の短編成化と分割・併合運転が増加し、本系列も含め従来は使用することがなかった貫通型先頭車を活用する例がでてきた（詳細は後述）。また681系や285系のように設計当初から分割・併合を視野に入れ本系列に類似した外見・構造を持つ貫通型先頭車が登場している。

### 内装
当初はB寝台車兼普通車（1969年までは2等座席・寝台）モハネ581形・モハネ580形・クハネ581形・サハネ581形と食堂車サシ581形のみが製造された。これはA寝台車（1969年までは1等寝台）については昼間に使用する際に特急列車用グリーン車（1969年までは1等車）に必要な居住性を確保する方策がなかったためである。食堂車についても車体断面形状・側窓・冷房装置等を他形式と同一とした。

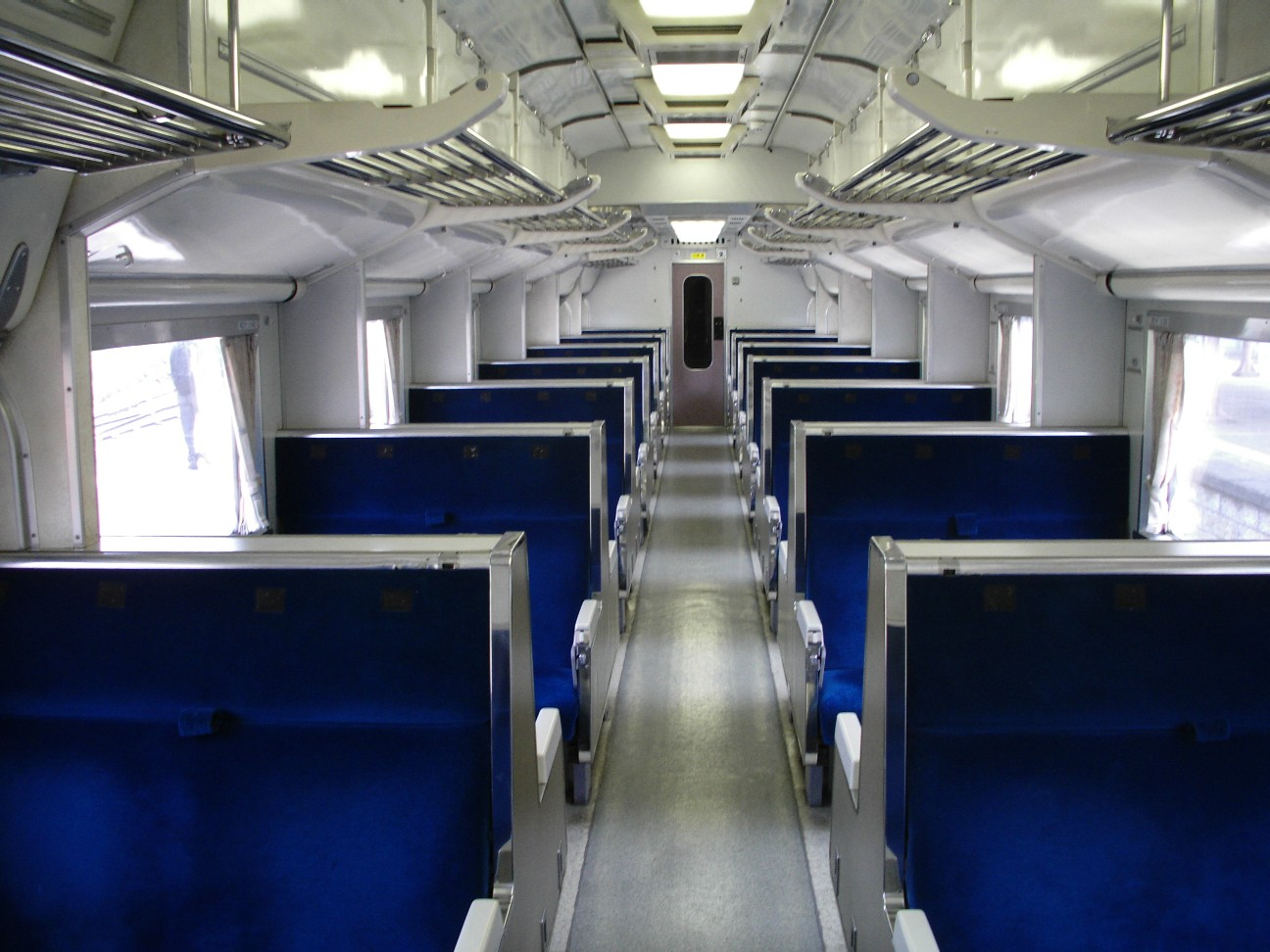
座席状態の普通車内
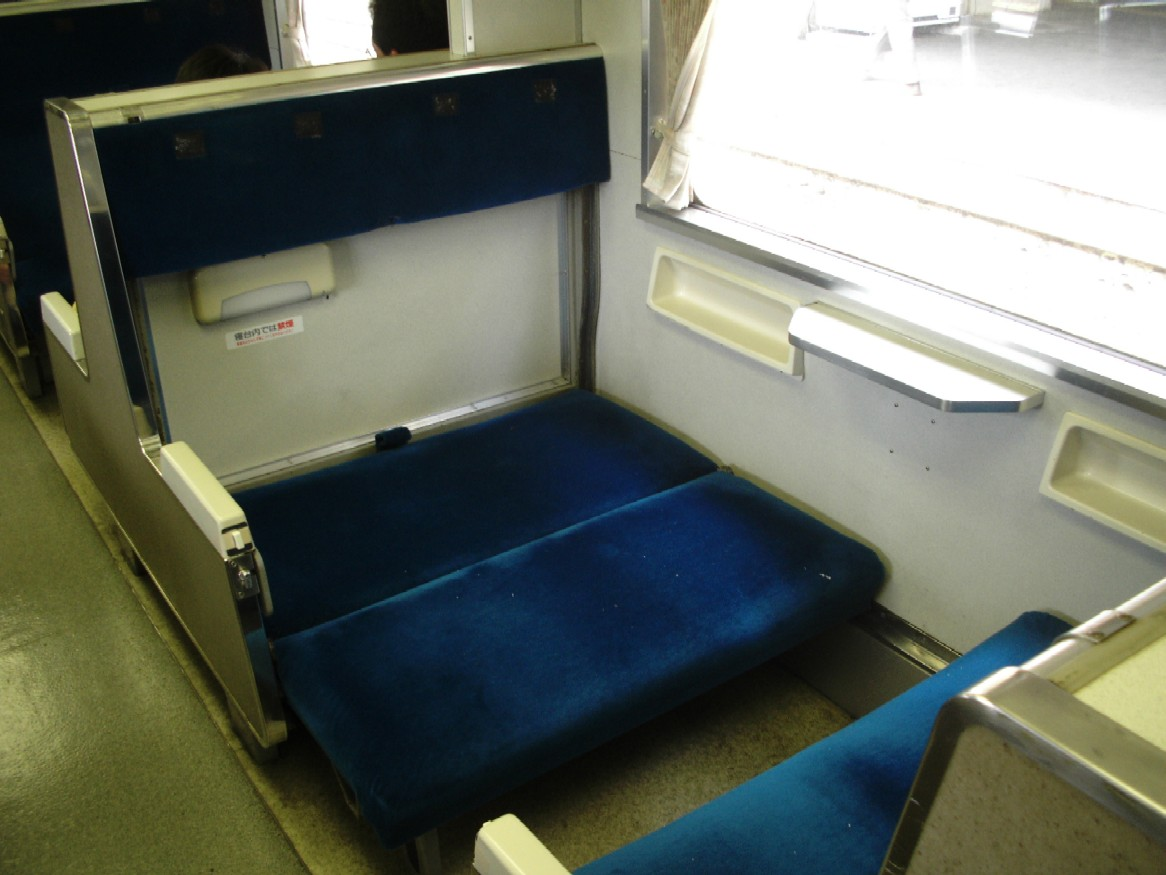
片方の座席を引き出した状態
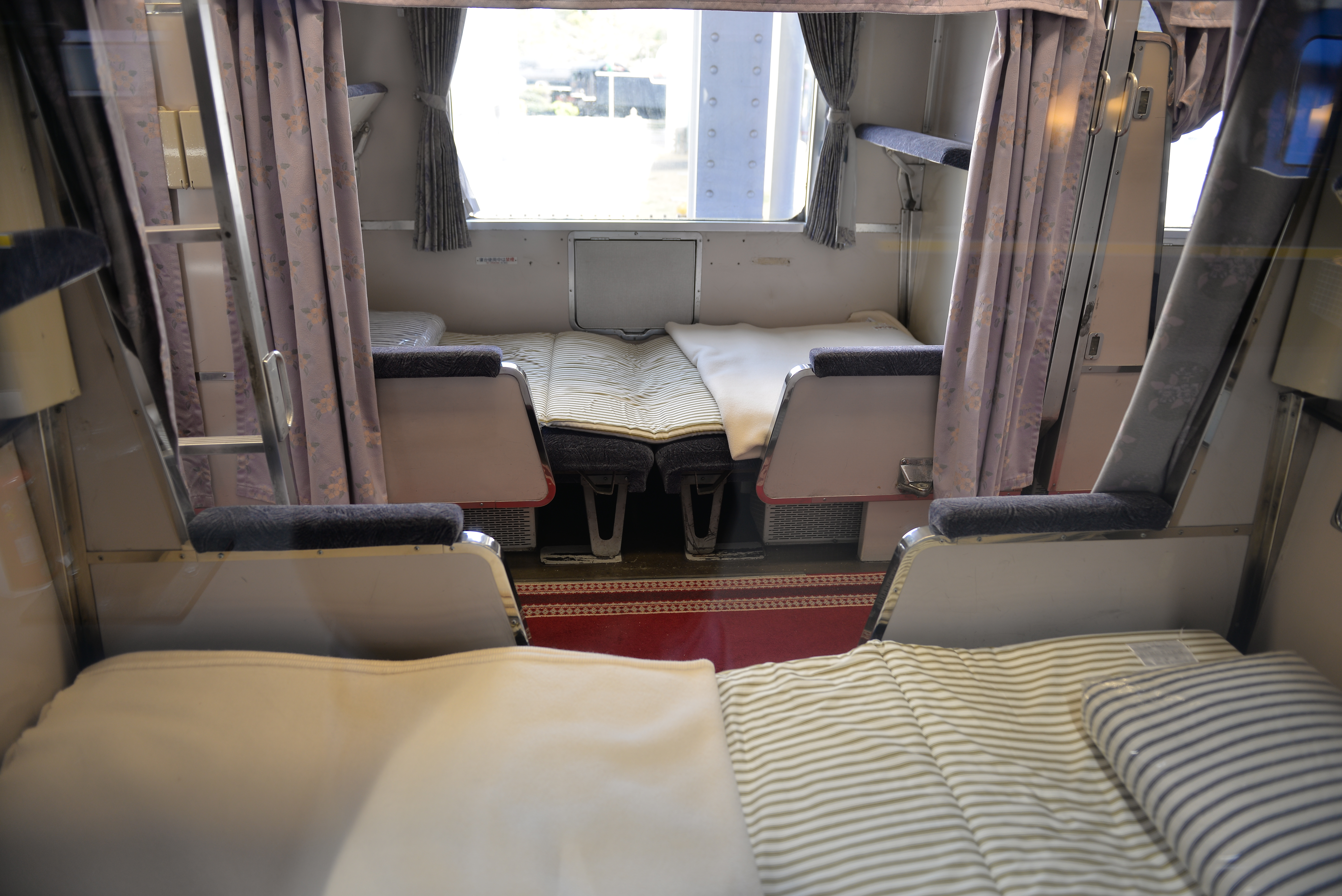
両方の座席を引き出した状態
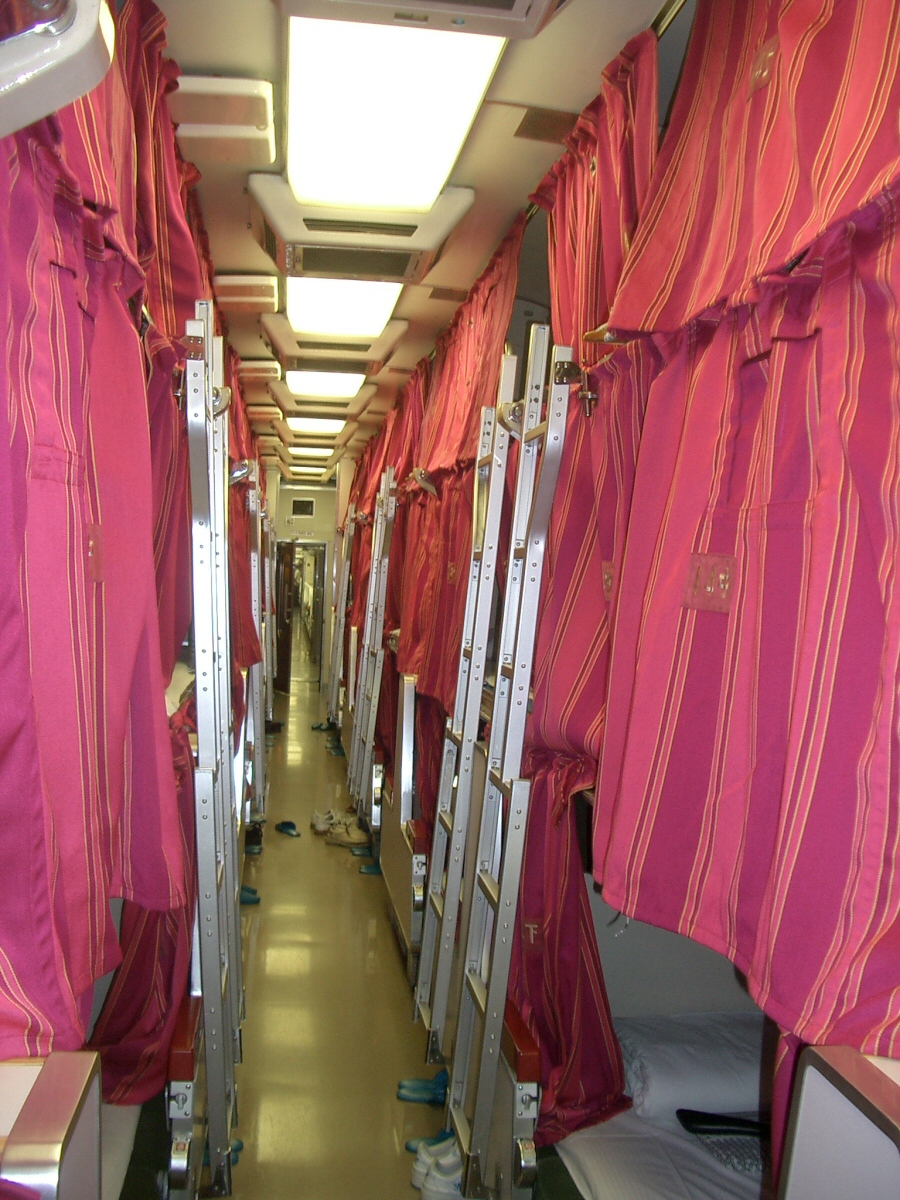
寝台状態の車内
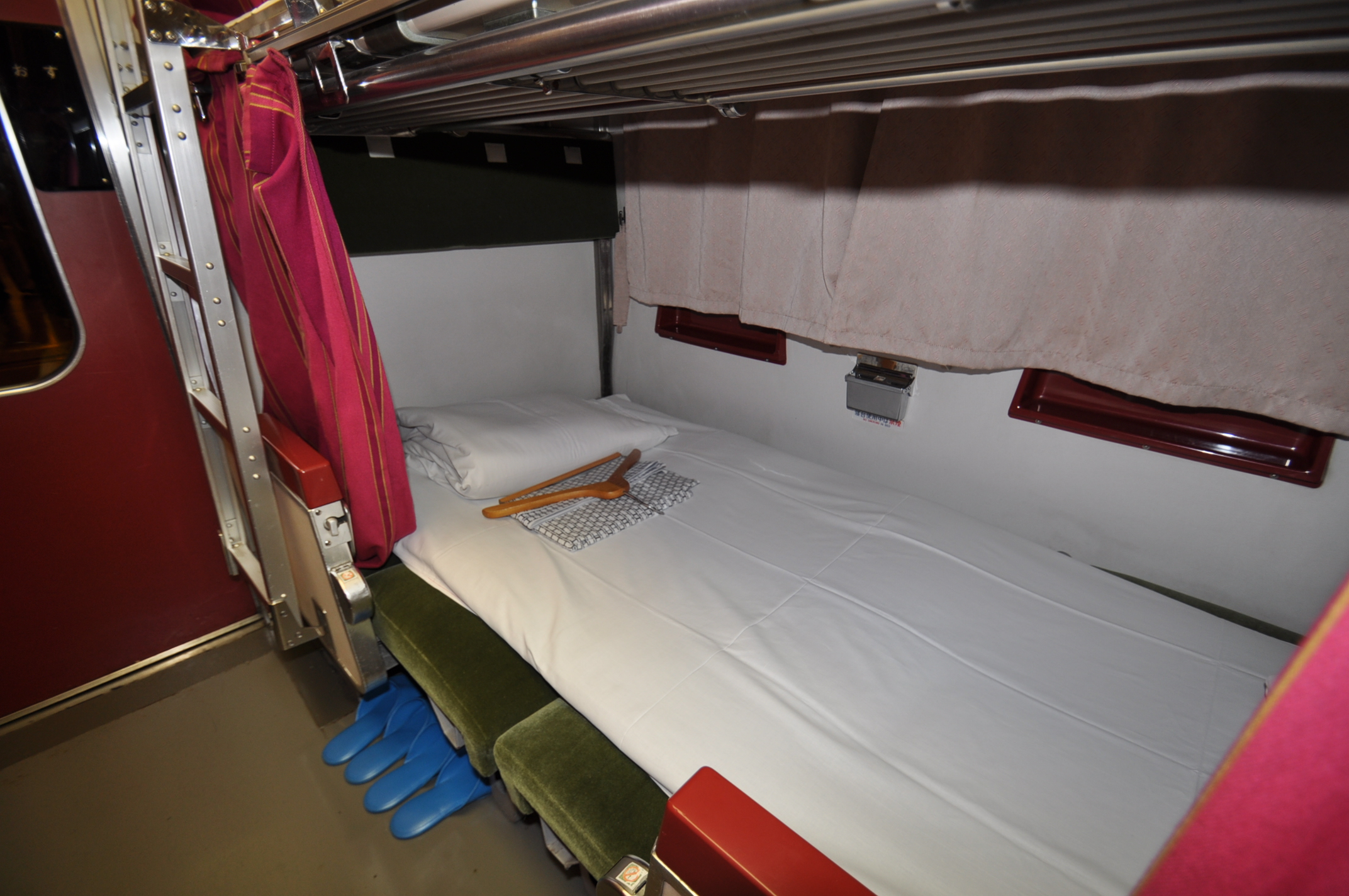
下段
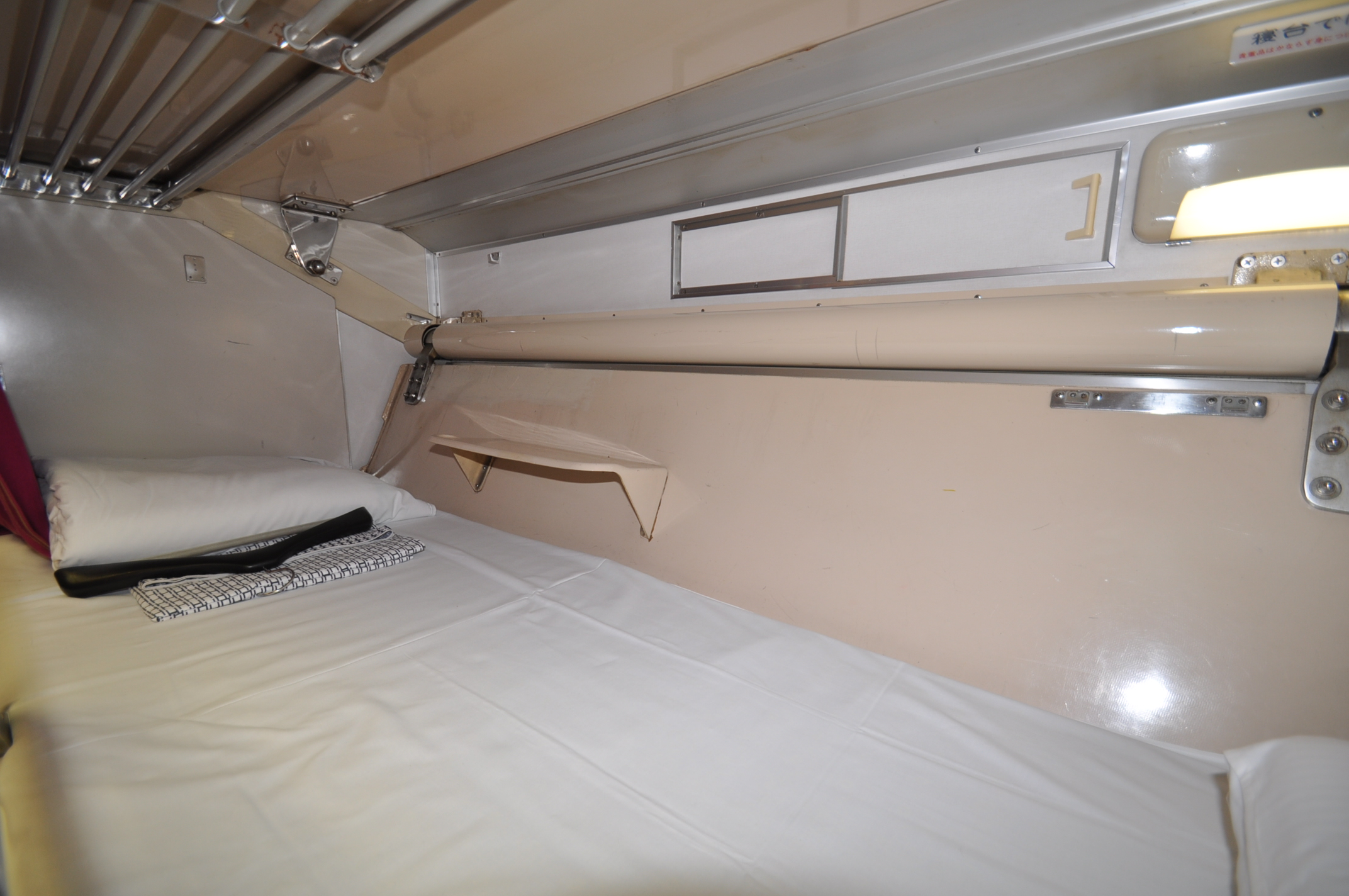
中段
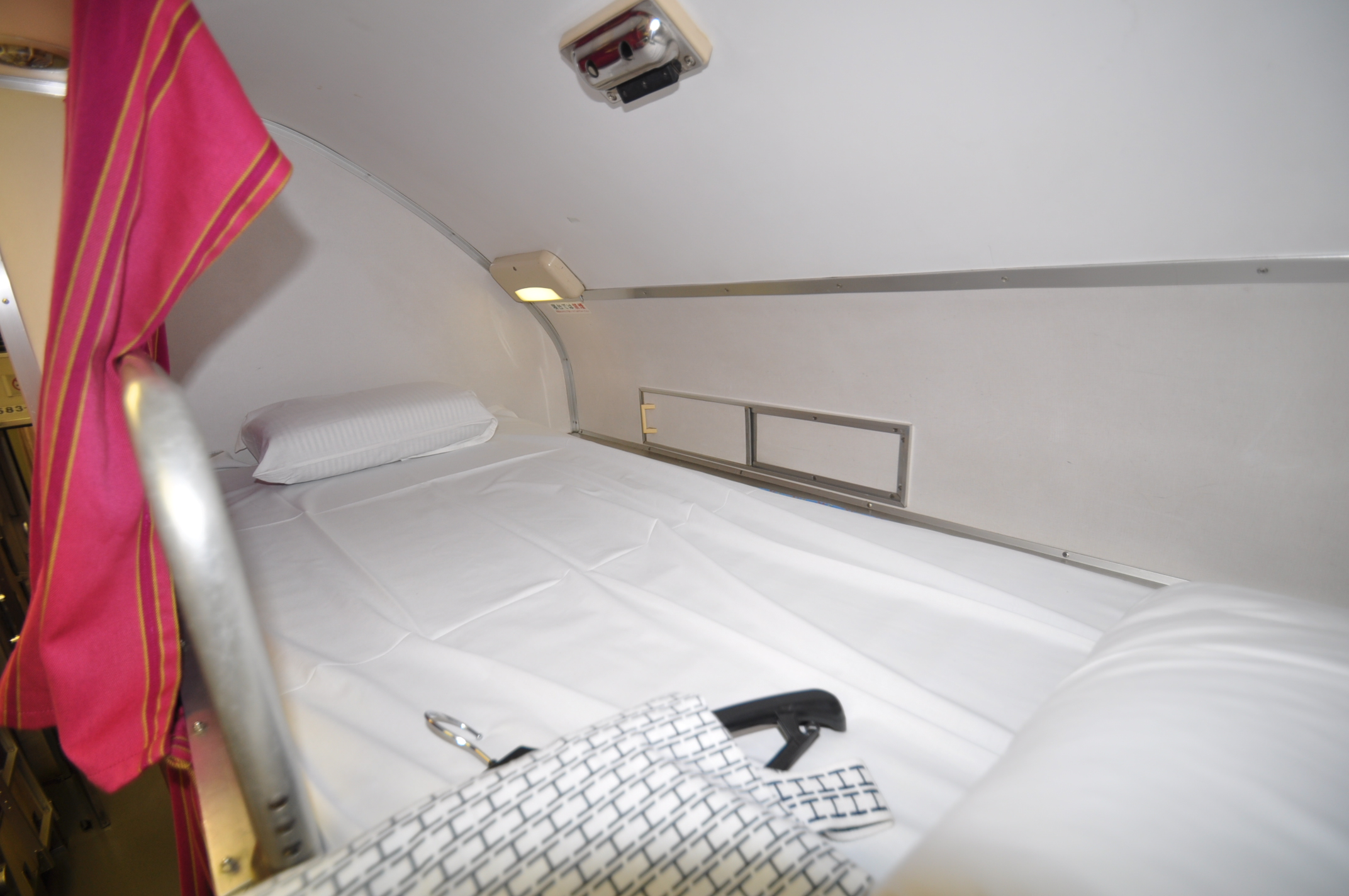
上段
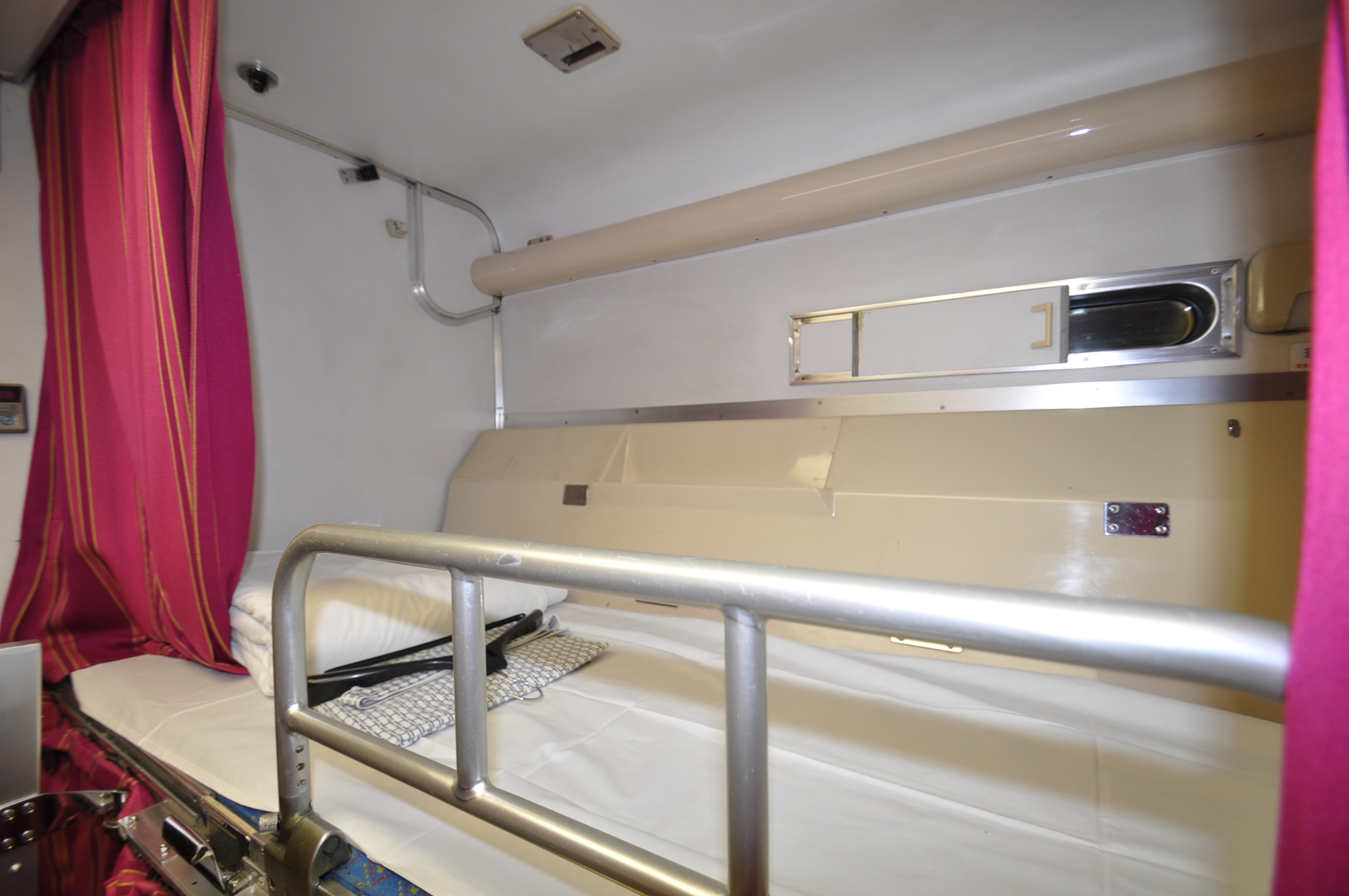
モハネ582形 パンタグラフ下区画中段

B寝台車の寝台の配置は座席車としての運用を考慮し、20系までの寝台客車で標準としていた枕木方向に人が寝る片側通路式ではなく、座席車運用時に4人掛ボックスシートとして使用できる中央通路式で線路方向に人が寝る「プルマンスタイル」とした。そのため上段・中段寝台用にプルマン式A寝台車と同様の明かり窓を設置する。
単なるインテリアではなく体重を支える寝台を大きく移動させるため、その設計には苦心したことが伝えられている。例えば荷物棚の支えの腕は実際には上段の重量を受けるようになっていて、車体の構体に接続されている。また中段と上段は昼間は天井に収められているが、取り付け時には「荷物棚をいったんハネ上げておき、その時に斜め上から中段を下ろす。その後戻した荷物棚はその上から現れる上段の下側に収まる」と構造になっており「川崎車両の人が考えてくれた」という。他にも「いろいろな人がアイデアを出してできた車だった」という。
- 構造上の都合により原則として営業列車の走行中における転換作業は行わないとされたが、約1000kmの長距離を走った「きりしま」や臨時「日本海」等で走行中に転換作業を行った実績がある[注 16][注 17]。

寝台幅は従来の52cmから居住性改善のため、上段・中段寝台については70cmとし、下段については座席幅2人分を確保するため1等開放寝台並の106cmとなった。
- モハネ580・582形のパンタグラフ下区画は天井高さが下がるために3段にはできないことから、中段・下段の2段とした。この区画は中段寝台舟および荷物棚の設置方式が他と異なり、B寝台車でありながら高さに余裕がある。

昼間使用時の4人掛ボックスシートについても、通常は特急車には片側向きの座席が期待される所にボックスシートではあったが、人間工学に基づいて設計された深い背ずりと1,970mmのシートピッチにより、その居住性は客車における一般型1等車（並ロ）に匹敵するものであり、同時期の181系や485系グループなどの回転式クロスシートに対しても決して劣るものでなかった。ただしボックスシートの構造上リクライニング機能は搭載されていない。また、通路側の乗客に配慮して通路側の肘掛けには折り畳み式の小テーブルと灰皿が内蔵された。

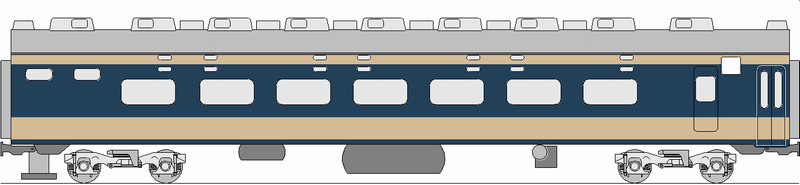
サハネ581形 側面

食堂車を除く各車両では寝台使用時を考慮し、車端部にトイレは2基、洗面台は3基設置としたほか、開閉可能窓による外開式非常口を備えた乗務員室が設置された。これにより車体外観を含めて本系列の独特のスタイルが形成されている。
窓の日よけは、通常のカーテンや布製ブラインドでは寝台セット時に邪魔になるため、近畿車輛が「コンビット窓」として商品化した、2枚のガラスの間にベネシャンブラインドを仕込む方式とした。ブラインドの上下は窓上部に設けたハンドルの手動操作による。このブラインドはその形状・色彩から内装だけではなく外見上も良く目立つものとなった。これ以外にも、サシ581形から採用されたFRP製座席や、折りたたみ可能な片持式テーブルなどは、同時期以降における他形式の食堂車に波及した。
冷房装置は、風の吹出方向および車両限界の関係から新設計した小型のAU15形分散式冷房装置を寝台区画ごとに搭載。先頭車に8基、パンタグラフを搭載しない中間車は9基搭載するが、パンタグラフを2基搭載するためモハネ580・582形は4基に制約されることから、容量不足に対処するため機器室を設置した上で床置タイプのAU41形を3基搭載する。

### 主要機器
Mn車（モハネ581・583形）には山岳区間での使用も考慮した抑速ブレーキを搭載した自動ノッチ戻し機構付きのCS15系制御装置を搭載し、ユニットを組むM'n車（モハネ580・582形）も含む8基の定格出力120kWのMT54系主電動機を制御するMM'ユニット方式を採用した。
交流電化区間では交流を直流に整流して用いる401系・421系電車から一貫した手堅い間接式の機器構成が踏襲されており、M'n車には主変圧器・主整流器などの機器とPS16B形菱形パンタグラフに降雪対策として押上げ力の強化や構造の簡素化を施工したPS16D形を搭載する。
台車は車重の増加に伴い、DT32系台車の板厚を増して軸受等を強化した上で枕ばねをベローズ式からダイアフラム式に変更したDT32D形（動力車）・TR69D形（付随車）を採用した。

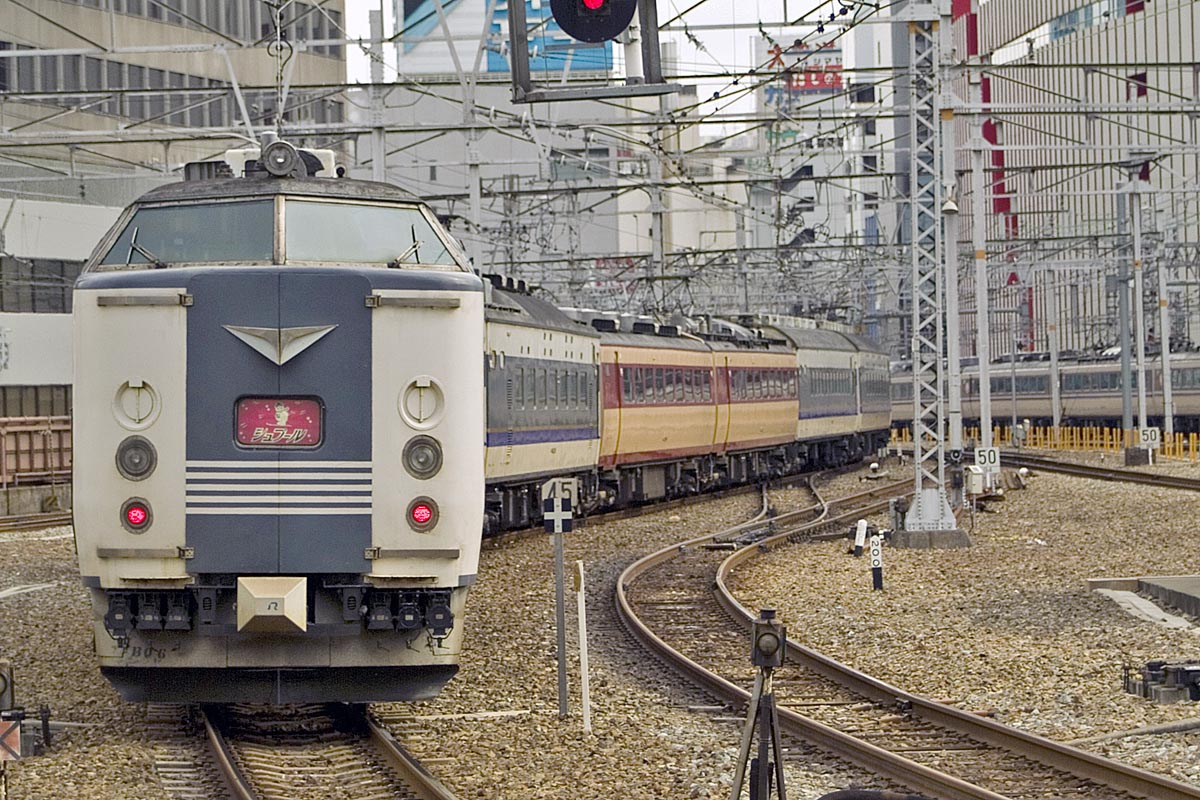
485系MM'ユニットを組み込んだ「シュプール号」

これらの構成は前後して登場した485系グループと同等である。したがって本系列ともども485系グループとの併結、混結も可能であり、営業運転では分割民営化後に京都総合運転所所属車を充当した「シュプール号」において以下の実績がある。
- 485系側6両編成[注 24]のクハ481形200番台と本系列8両編成[注 25]のクハネ581形を向い合わせで連結 (10M4T) [注 26]。もしくは485系側7両編成[注 27]のクハ481形200番台と本系列7両編成[注 28]のクハネ581形を向い合わせで連結 (8M6T) [注 29]。
  - 北陸トンネル通過時の安全対策上から貫通路も使用。
- 本系列10両編成からサロネ581形を抜き485系MM'ユニットを組込んだ11両編成 (8M3T)[注 30]。

どちらも加速力補強という観点から電動車比率が高められた。
動力車を寝台車に用いるという特殊事情から遮音・防振の対策は非常に徹底されており、その後に登場した寝台客車と比較しても遜色のない水準にある。

## 新造車
電化区間の仕様用途によって、以下の通りの製造が成されている。

### 581系電車
1967年・1968年に京阪神地区発着の九州直通特急列車用に製造されたグループで、電動車ユニットが交流60Hz対応。第11回（1968年）鉄道友の会ブルーリボン賞受賞。
日立製作所・日本車輌製造・川崎車両/川崎重工業・近畿車輛が製造を担当した。
モハネ581-1 - 12
Mn：座席定員60人（4人掛ボックス×15）・寝台定員45人（3段×15）
主制御器：CS15C形
主抵抗器：MR52B形
モハネ580-1 - 12
M'n：座席定員56人（4人掛ボックス×14）・寝台定員36人（3段×8・2段×6）
主変圧器：TM10形
主整流器：RS22A形
クハネ581-1 - 9
Tnc1：座席定員44人（4人掛ボックス×11）・寝台定員33人（3段×11）
自重：44.4 t
サハネ581-1 - 12
Tn：座席定員60人（4人掛ボックス×15）・寝台定員45人（3段×15）
自重：35.3 t
サシ581-1 - 5
Td：食堂40席（4人掛テーブル×10）
自重：38.9 t
- このうち1968年（昭和43年）製造分のモハネ581・580-12・クハネ581-9・サハネ581-11 - 12・サシ581-5は、車内蛍光灯交換時の作業手順統一と屋根上点検時の通路確保の要請から、通風器の配列が冷房機を挟んで交互に配置する千鳥式から片側一列に変更され、空いたもう一列には滑り止めを設置するなどの設計変更が行われた。

### 583系電車
1968年（昭和43年）10月の東北本線青森電化ならびに山陽本線・九州地区の増発にあわせたダイヤ改正に際して開発されたグループ。製造は1972年まで前述の4社に加え汽車製造・東急車輛製造も担当した。581系での使用実績の反映も含めて以下の設計変更や改良が実施された。
主要機器
- 電動車は、モハネ583形およびモハネ582形に形式変更された。主変圧器を485系同様の3電源（直流1,500V/交流50・60Hz20kV）で運行可能なTM14形[注 31]に、主電動機は耐寒耐雪形のMT54B形に、集電装置は耐雪強化形のPS16H形パンタグラフに、主制御器も耐雪強化形のCS15Eに変更された[13]。
  - 3電源直通運用は定期列車ではなかったが、1985年以降の最繁忙期に日本海縦貫線で運転された臨時特急「日本海51・52号」臨時急行「あおもり[注 32]」「東北夏祭り号」で実現。
- 東北地区で使用される青森運転所（→青森車両センター→現・盛岡車両センター青森派出所）配置車は、耐寒耐雪構造などを施工。
  - 洗面所の暖房を強化し、凍結防止用保温ヒーターを給水系統・弁装置・バッテリー・ジャンパ連結器・客用扉下部など各部に追加。
  - クハネ581形はタイフォン（警笛）に耐雪シャッターの新設。黒磯駅構内デッドセクション通過用列車選別装置[注 33]および常磐線用VHF150MHz帯列車無線対応無線機ならびに屋根上に円筒状のアンテナを搭載。
- 南福岡電車区（現・南福岡車両区）配置車では標準化の観点から構造は共通とされたが、これらの装備はいずれも未設置で一部車両は準備工事を施工で落成。

設備
- モハネ581形では専務車掌室が後位海側の上にユニットを組むモハネ580形も後位側車端部に中央通路を挟み山側に床上冷房装置、海側に乗務員室配置としたことから、山側のホーム看視や車掌スイッチ取り扱いに不都合が生じていた。このためモハネ582形では配置を逆転させ山側ホーム看視と車掌スイッチ操作を可能にする設計変更を実施。
- 各車一方車端部に2カ所設置されているトイレでは、車体中央寄り出入口と客室出入口戸との干渉を避け向きを反転させ移設。
- 寝台使用時の騒音減少を目的として、各部へのパッキン類追加・構成部材材質の変更を実施。さらに組立解体時の仕切り折り畳み・荷棚固定操作を容易化させる修正を実施。

モハネ583-1 - 106
Mn：座席・寝台定員ともモハネ581形に同じ。
自重：43.7 t
モハネ582-1 - 106
M'n：座席・寝台定員ともモハネ580形に同じ。
自重：48.3 t
また、増備途中で主要機器の設計変更が行われた。以下の表に示す。
| 形式        | 車両番号 | 主制御器 | 主抵抗器 | 主整流器 |
| モハネ583形 | 1 - 87   | CS15E形  | MR52B形  |          |
| モハネ583形 | 88 - 106 | CS15F形  | MR52D形  |          |
| モハネ582形 | 1 - 90   |          |          | RS22A形  |
| モハネ582形 | 91 - 106 |          |          | RS40A形  |

備考
- CS15E形：CS15C形の耐雪強化形で応荷重装置を搭載。
- CS15F形：CF15E形を無接点化。
- RS40A形：大容量素子による小型化。

主変圧器の対応周波数に関係しない先頭車他の付随車は、581系から継続となった。
- クハネ581-10 - 41
- サハネ581-13 - 57
- サシ581-6 - 35

また583系登場と同時にサロ581形が、1970年にはクハネ583形が新たに製造された。
サロ581-1 - 35
Ts：座席定員48人（4列×12）
自重：32.7 t
581系登場当初用意されなかった1等車（現・グリーン車）については、国鉄部内でも東北線昼行特急には不可欠と考えられ、583系の開発と並行して座席専用車両のサロ581形が設計・製造された。
- 系列内他形式車両と車体断面を揃えたため、同様に寝台設備をもたないサシ581形ともども天井が高いという特徴のほか、日よけも他形式と同じく回転式ブラインドを採用。
- 車内設備はサロ481形に準じた通常のリクライニングシートであるが、以下の点でサロ481形と異なる。
  - トイレは両車端に1カ所ずつ設置したサロ481とは異なり、2等寝台車に準じて一方の車端に2カ所とし、一方を和式、もう一方を洋式として設置。
  - 洗面台は平面鏡付きで3組設置とした一般車とは異なり、鏡を三面鏡として2組を設置する設計を採用。

当初はA寝台車と1等車との設計も考慮されたが、国鉄職員で両系列の設計に関わった星晃は「寝台からリクライニング座席への転換方法についてアイデアはまとまった。下段はリクライニングシートを改造して水平に、側壁から仕切を引き出して個室にして、上段は天井に格納したものを降ろす方法だったと思う。だがモックアップを作っていては時間切れになる恐れが出てきたため採用を断念した」と後年雑誌インタビューで語った。
クハネ583-1 - 30
Tnc3：座席定員52人（4人掛ボックス×13）・寝台定員39人（3段×13）
自重：44.8 t
| クハネ583-8MGは床下CPは助手席下搭載乗務員室扉直後に客室扉を設置    |  | クハネ581-33MG・CPは運転室後部の機器室に搭載そのため乗務員室扉と客室扉の設置間隔が広い   |
| クハネ583-8 MGは床下 CPは助手席下搭載 乗務員室扉直後に客室扉を設置 |  | クハネ581-33 MG・CPは運転室後部の機器室に搭載 そのため乗務員室扉と客室扉の設置間隔が広い |

1968年の3電源方式電動車の583系移行後も制御車はクハネ581形で増備されており、寒冷地である東北地区使用車は、警笛用シャッターや凍結防止用ヒーター回路が追加される等の対策が施工されていた。さらに東北地区では寝台特急の人気により編成を15両化することが検討された。しかし、15両編成にした場合クハネ581形の150kVAMGでは編成全体の電力容量を確保できないことから、1970年10月のダイヤ改正以降に増備される制御車は通勤形電車の冷房電源用として開発された210kVA MGを搭載する設計変更が行われ、新たに登場したのが本形式である。
資料によってはクハネ581形が581系、クハネ583形が583系の制御車として製造されたように記述されているものがあるが、これは誤りである。
クハネ581形からの変更点は以下のとおり。
- 運転台後位の機器室を廃止し、小型・大容量の210kVA・MGは床下搭載とし、CPを助士席下の床上に移設[注 35]。
- 機器室区画は、座席8名・寝台6名の客室2区画となり定員を増加。

本形式は優先的に青森配置とされたため南福岡新製配置車は、最終増備となる27 - 30の4両のみである。

### 製造所・月日一覧
本系列は以下の7回にわけて製造が実施された。
| 配置   | 形式                | 日本車輌   | 近畿車輌 | 川崎車輌 | 日立製作所 |
| ------ | ------------------- | ---------- | -------- | -------- | ---------- |
| 南福岡 | モハネ581 モハネ580 | 1 - 3      | 4 - 6    | 7 - 9    | 10・11     |
| 南福岡 | クハネ581           | 1・2・7・8 | 3・4     | 5・6     |            |
| 南福岡 | サハネ581           | 1 - 3      | 4 - 6    | 7 - 9    | 10         |
| 南福岡 | サシ581             | 1          | 2        | 3        | 4          |

| 配置   | 形式                | 近畿車輌 |
| ------ | ------------------- | -------- |
| 南福岡 | モハネ581 モハネ580 | 12       |
| 南福岡 | クハネ581           | 9        |
| 南福岡 | サハネ581           | 11・12   |
| 南福岡 | サシ581             | 5        |

| 配置   | 形式                | 日本車輌        | 汽車会社       | 川崎車輌 | 近畿車輌        | 日立製作所      |
| ------ | ------------------- | --------------- | -------------- | -------- | --------------- | --------------- |
| 青森   | モハネ583 モハネ582 | 1 - 4・23 - 27  | 5 - 8・28 - 31 | 9 - 16   |                 |                 |
| 青森   | クハネ581           | 10・11・22 - 24 | 12・13・25・26 | 14 - 17  |                 |                 |
| 青森   | サハネ581           | 13・14          | 15・16         | 17 - 20  |                 |                 |
| 青森   | サロ581             | 1 - 4           | 5 - 7          |          |                 |                 |
| 青森   | サシ581             | 6・12・13       | 7・14          | 8・9     |                 |                 |
| 南福岡 | モハネ583 モハネ582 |                 |                | 32 - 38  | 17 - 19 39 - 45 | 20 - 22 46 - 48 |
| 南福岡 | クハネ581           |                 |                | 27 - 30  | 18・19 31 - 34  | 20・21 35 - 37  |
| 南福岡 | サハネ581           |                 |                | 27・28   | 21 - 23・29     | 24 - 26・30     |
| 南福岡 | サロ581             |                 |                | 8 - 12   | 13 - 16         | 17 -19          |
| 南福岡 | サシ581             |                 |                | 15・16   | 10・17・18      | 11・19          |

| 配置   | 形式                | 川崎重工業 | 日立製作所 |
| ------ | ------------------- | ---------- | ---------- |
| 南福岡 | モハネ583 モハネ582 | 49 - 52    | 53 -55     |
| 南福岡 | クハネ581           | 38・39     | 40・41     |
| 南福岡 | サハネ581           | 31 - 33    | 34・35     |
| 南福岡 | サロ581             | 20         | 21         |
| 南福岡 | サシ581             | 20         | 21         |

| 配置   | 形式                | 日本車輌 | 東急車輌       | 汽車会社 | 川崎重工業      | 近畿車輌 | 日立製作所 |
| ------ | ------------------- | -------- | -------------- | -------- | --------------- | -------- | ---------- |
| 青森   | モハネ583 モハネ582 | 56 - 59  | 60 - 65 79・80 |          |                 |          | 81 - 84    |
| 青森   | クハネ583           | 1・2     | 3 - 5          | 6・7     | 8 - 11 18 - 20  | 12・13   | 14 - 17    |
| 青森   | サハネ581           | 36       | 37             |          |                 |          | 46         |
| 青森   | サロ581             | 22       | 23             |          |                 |          | 28         |
| 青森   | サシ581             | 22       | 23             |          |                 |          | 28         |
| 南福岡 | モハネ583 モハネ582 |          |                | 66 - 68  | 69 - 72 85 - 87 | 73 - 75  | 76 - 78    |
| 南福岡 | サハネ581           |          |                | 38・39   | 40・41 47・48   | 42・43   | 44・45     |
| 南福岡 | サロ581             |          |                | 24       | 25・29          | 26       | 27         |
| 南福岡 | サシ581             |          |                | 24       | 25・29          | 26       | 27         |

| 配置   | 形式                | 川崎重工業 |
| ------ | ------------------- | ---------- |
| 青森   | モハネ583 モハネ582 | 97 - 100   |
| 青森   | クハネ583           | 25・26     |
| 青森   | サハネ581           | 53         |
| 青森   | サロ581             | 33         |
| 青森   | サシ581             | 33         |
| 南福岡 | モハネ583 モハネ582 | 88 - 90    |
| 南福岡 | サハネ581           | 49・50     |
| 南福岡 | サロ581             | 30         |
| 南福岡 | サシ581             | 30         |

| 配置   | 形式                | 汽車会社 | 日本車輌  | 川崎重工業 |
| ------ | ------------------- | -------- | --------- | ---------- |
| 青森   | モハネ583 モハネ582 | 91 - 93  | 94 - 96   |            |
| 青森   | クハネ583           | 21・22   | 23・24    |            |
| 青森   | サハネ581           | 51       | 52        |            |
| 青森   | サロ581             | 31       | 32        |            |
| 青森   | サシ581             | 31       | 32        |            |
| 南福岡 | モハネ583 モハネ582 |          | 101 - 103 | 104 - 106  |
| 南福岡 | クハネ583           | 27・28   | 29・30    |            |
| 南福岡 | サハネ581           | 54・55   | 56・57    |            |
| 南福岡 | サロ581             | 34       | 35        |            |
| 南福岡 | サシ581             | 34       | 35        |            |

## 改造車
| サロネ581-1 公式側方向幕左下が喫煙席  |  | サロネ581-6 非公式側 |
| サロネ581-1 公式側 方向幕左下が喫煙席 |  | サロネ581-6 非公式側 |

サロネ581形
Tns：座席定員60人（4人掛ボックス×15）・寝台定員30人（2段×15）
自重：35.3 t
1985年3月、急行「きたぐに」に本系列を充当することになった際、同列車はA寝台の需要が高いことから、同年2月から3月にかけてサハネ581形6両をA寝台車化する以下の改造が施工された。
| 車内 |  | 下段 |  | 上段 |
| 車内 |  | 下段 |  | 上段 |

- 元のプルマン式3段寝台の上段および中段を撤去し、新たに高さを少し引き下げた上段を設置して2段寝台化。これにより寝台定員は28人（Tns：2段×15）となった。
- 寝台使用時の明かり窓も2段化のため中段分の1列を撤去。
- モケットをA寝台用の緑系色に変更（オリジナルは青）。
- 後位側の乗務員室前の1ボックスを喫煙席に変更。
- 座席背もたれの上部に備わる仕切を完全に固定化。

昼間使用時は、普通座席車として使用される。
2007年に2、2010年に3・6が廃車。残存した車両も「きたぐに」臨時列車化による編成変更により、2012年までに全車廃車・廃形式となった。
| 車両番号 | 種車         | 改造施工 | 落成日     |
| 1        | サハネ581-25 | 広島工場 | 1985.03.20 |
| 2        | サハネ581-48 | 幡生工場 | 1985.02.26 |
| 3        | サハネ581-49 | 幡生工場 | 1985.03.30 |
| 4        | サハネ581-50 | 幡生工場 | 1985.02.20 |
| 5        | サハネ581-55 | 広島工場 | 1985.02.20 |
| 6        | サハネ581-56 | 幡生工場 | 1985.03.30 |

サロ581形100番台
1989年（平成元年）にJR西日本が「シュプール号」用として、サロ581形に以下の改造を施工した区分番台である。
- 車端部の座席を前後3列撤去してサロンとテーブルを設置。
- トイレ・洗面所を撤去して車販準備室とリネン室を新設。
- 座席定員は24人（Ts1：4列×6）に半減。

「シュプール号」のみならず「きたぐに」でも運用されたが、2010年までに全車廃車・廃区分番台となった。
| 車両番号 | 種車       | 改造施工 | 落成日     | 廃車日     |
| 101      | サロ581-12 | 吹田工場 | 1989.12.20 | 2010.08.20 |
| 102      | サロ581-27 | 吹田工場 | 1989.10.15 | 2007.06.06 |
| 103      | サロ581-34 | 吹田工場 | 1989.12.20 | 2010.03.31 |

### 他系列への改造
1983年（昭和58年）から等時隔頻発ダイヤを地方線区に波及させるため余剰となった本系列153両に寝台電車の基本構造を踏襲したまま客用扉増設ならびに運転台取り付け等による短編成化を行った上で419系・715系近郊形電車への改造を施工した。

## 問題点
本系列は1967年から1972年の間に434両が製造され、輸送需要の激増に大きく貢献した。しかし、以下のような問題点が生じてきた。
- 旧並ロ相当の余裕を持たせた4人掛ボックスシートであったとはいえ、当初より特急用としては異色であり、さらに簡易リクライニングシートを装備する183系電車が落成した1972年以降は（当車両では構造上リクライニングは不可能）急速にアコモデーションが陳腐化した。
- 座席・寝台転換時に極めて複雑な工程を要するため人的コストが多大であること[注 38]。
- 寝台運用時の上・中段寝台では空間ならびに出入りが窮屈であること[注 40]。
- 座席運用時に乗客が勝手に座席を引き出して下段寝台を組み立ててしまうケースが発生した[19]ことから、一部車両に引き出し防止ロック機構を追加した。
- 1975年には山陽新幹線が、1982年には東北新幹線が開業。並走する在来線昼行特急が廃止されると夜行のみの運用が主体となり、本系列のメリットが喪失した。
- 東北本線での運用は、厳寒地域を昼夜で最高120km/h運転かつ1日あたり1,500km近い距離を走る極めて過酷な条件下にあり、車両へのダメージが大きく老朽化を早める一因となった[要出典]。

## 運用
本系列は青森から西鹿児島（現・鹿児島中央）までを包含する広範囲の地域において、昼夜兼用で広汎に使用された。

### 国鉄時代
国鉄時代は、南福岡電車区（現・南福岡車両区）→向日町運転所（現・吹田総合車両所京都支所）・青森運転所（現・盛岡車両センター青森派出所）に配置された。本項では配置車両区別に解説するものとする。

#### 南福岡電車区〈門ミフ〉
1967年（昭和42年）に581系44両（12両編成3本・予備車8両）が新製配置され、10月のダイヤ改正より以下の列車で運用が開始された。
- 夜行
  - 「月光」
    - 新大阪 - 博多
- 昼行
  - 「みどり」
    - 新大阪 - 大分

運用は以下の形で設定された。
- 博多（上り「月光」）新大阪（下り「みどり」）大分（上り「みどり」）新大阪（下り「月光」）博多

本来ならば夜行2編成・昼行2編成の計4編成必要なところ本系列では3編成で済み、昼夜兼行とする経済的メリットを証明した。
- 関西側における昼夜設備の転換作業は野洲電車区で行った。

翌1968年（昭和43年）3月には予備車増強を名目に6両の追加製造が行われ配置50両（12両編成4本・予備車2両）となった。
1968年10月1日ダイヤ改正
大量増備が行われ141両（12両編成11本・予備車9両）配置となった。
- 3号車にサロ581形が組み込まれた。

運用面では「みどり」が485系化されたために日豊本線運用は消滅。以下の列車に充当された。
- 夜行
  - 「月光」2往復（うち1往復は季節列車）
    - 新大阪 - 博多

  - 「明星」
    - 新大阪 - 熊本

  - 「金星」
    - 名古屋 - 博多
- 昼行
  - 「つばめ」
    - 名古屋 - 熊本

  - 「はと」2往復（うち1往復は季節列車）
    - 新大阪 - 博多

1970年3月1日ダイヤ改正
大阪府吹田市で開催された日本万国博覧会に対応するため配置168両（12両編成14本）となる。
- この増備でクハネ581形の製造が終了。

充当列車は「はと」の季節列車を定期列車化。新たに「明星」1往復が追加されたが、検修能力の関係から「明星」追加分は下り木曜日・上り水曜日運休という変則運用が採られた。
- 夜行
  - 「月光」2往復（うち1往復は季節列車）
    - 新大阪 - 博多

  - 「明星」2往復
    - 新大阪 - 熊本

  - 「金星」
    - 名古屋 - 博多
- 昼行
  - 「つばめ」
    - 名古屋 - 熊本

  - 「はと」2往復
    - 新大阪 - 博多

1970年10月1日ダイヤ改正

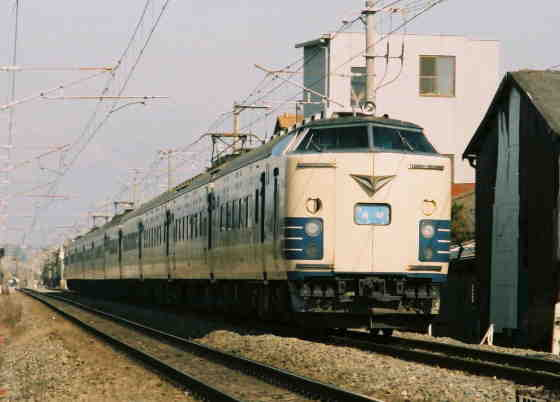
特急「有明」

鹿児島本線西鹿児島（現・鹿児島中央）電化により、新たに「きりしま」のほかに九州島内の「有明」、本州内の「しおじ」にも充当されることになった。配置は232両（12両編成19本・予備車4両）。また、検修能力を改善した事により「明星」1往復の週1回の運休が解消された。
- 青森運転所にクハネ583形を優先配置したために当区へは捻出されたクハネ581形が転属する形となった[注 41]。

- 夜行
  - 「月光」2往復（うち1往復は季節列車）
    - 新大阪 - 博多

  - 「明星」2往復
    - 新大阪 - 熊本

  - 「きりしま」
    - 京都 - 西鹿児島

  - 「金星」
    - 名古屋 - 博多
- 昼行
  - 「つばめ」
    - 名古屋 - 熊本

  - 「はと」2往復
    - 新大阪 - 博多

  - 「しおじ」
    - 新大阪 - 下関

  - 「有明」2往復
    - 門司港・博多 - 西鹿児島

翌1971年には1編成分の製造が行われたために243両（12両編成20本・予備車3両）。
- 10月1日から増備編成を投入して毎日運転の季節列車扱いで「しおじ」1往復に充当。

1972年3月15日ダイヤ改正
山陽新幹線岡山暫定開業より、運用列車が大幅に変更となった。
- 夜行
  - 「月光」2往復（うち博多発着の1往復は季節列車）
    - 岡山 - 博多・西鹿児島

  - 「明星」4往復
    - 京都・新大阪 - 博多・熊本

  - 「きりしま」
    - 京都 - 西鹿児島

  - 「金星」
    - 名古屋 - 博多
- 昼行
  - 「つばめ」4往復
    - 岡山 - 熊本

  - 「しおじ」
    - 新大阪 - 下関駅

  - 「有明」3往復
    - 門司港・博多 - 西鹿児島

  - 「しらさぎ」
    - 名古屋 - 富山

新たに「しらさぎ」で北陸本線での運用が開始されたが、冬期は降雪区間を走行することから一部車両に耐寒耐雪工事を行なって限定分離運用とされた。
日本車輌製造と川崎重工業で12両編成1本ずつ計2本新造され配置は267両（12両編成22本・予備車3両）。
- 本系列最終製造分で、制御車も青森のクハネ581形置換えが終了したためにクハネ583形が南福岡区に初めて配置された。

以後のダイヤ改正では、運用に以下の小変更が発生している。
1973年10月1日ダイヤ改正
- 「月光」の季節列車を定期列車化。
- 「きりしま」を下り京都発、上り新大阪着に変更。
- 「つばめ」充当を1往復減の3往復とし、うち1往復を西鹿児島まで延長。
- 「しおじ」充当を1往復増の2往復とする。

1974年4月25日ダイヤ改正
- 「明星」1往復を季節列車に格下げ。

1975年（昭和50年）3月10日の山陽新幹線博多開業に伴うダイヤ改正により、山陽本線から九州各線へ連絡する特急列車のうち、昼行列車が全廃された。南福岡区所属の本系列はすべて転出となった。
- 向日町運転所に254両（12両編成21本・予備車2両）。
- 東北地区の予備車増強用として青森運転所に13両。

こうして、本系列誕生以来の車両基地であった南福岡電車区の配置は0となった。
南福岡電車区配置車編成
| \| ← 西鹿児島・博多・大分新大阪・名古屋・富山 → \| \| \| \| \| \| \| \| \| \| \| \| \| 1967年10月1日 - 1968年9月30日 \| \| \| \| \| \| \| \| \| \| \| \| \| クハネ 581 \| サハネ 581 \| サハネ 581 \| モハネ 580 \| モハネ 581 \| サシ 581 \| モハネ 580 \| モハネ 581 \| サハネ 581 \| モハネ 580 \| モハネ 581 \| クハネ 581 \| \| 1968年10月1日 - 1975年3月9日 \| \| \| \| \| \| \| \| \| \| \| \| \| クハネ 581 \| サハネ 581 \| サロ 581 \| モハネ 582 \| モハネ 583 \| サシ 581 \| モハネ 582 \| モハネ 583 \| サハネ 581 \| モハネ 582 \| モハネ 583 \| クハネ 581 \| |            |            |            |            |          |            |            |            |            |            |            |
| 備考 - 表左側より1号車・2号車…12号車 - 1968年10月以降のモハネ583+モハネ582はモハネ581+モハネ580の場合あり - 1972年3月以降のクハネ581はクハネ583の場合あり |            |            |            |            |          |            |            |            |            |            |            |
| ← 西鹿児島・博多・大分新大阪・名古屋・富山 → |            |            |            |            |          |            |            |            |            |            |            |
| 1967年10月1日 - 1968年9月30日 |            |            |            |            |          |            |            |            |            |            |            |
| クハネ 581 | サハネ 581 | サハネ 581 | モハネ 580 | モハネ 581 | サシ 581 | モハネ 580 | モハネ 581 | サハネ 581 | モハネ 580 | モハネ 581 | クハネ 581 |
| 1968年10月1日 - 1975年3月9日 |            |            |            |            |          |            |            |            |            |            |            |
| クハネ 581 | サハネ 581 | サロ 581   | モハネ 582 | モハネ 583 | サシ 581 | モハネ 582 | モハネ 583 | サハネ 581 | モハネ 582 | モハネ 583 | クハネ 581 |

#### 向日町運転所〈大ムコ〉

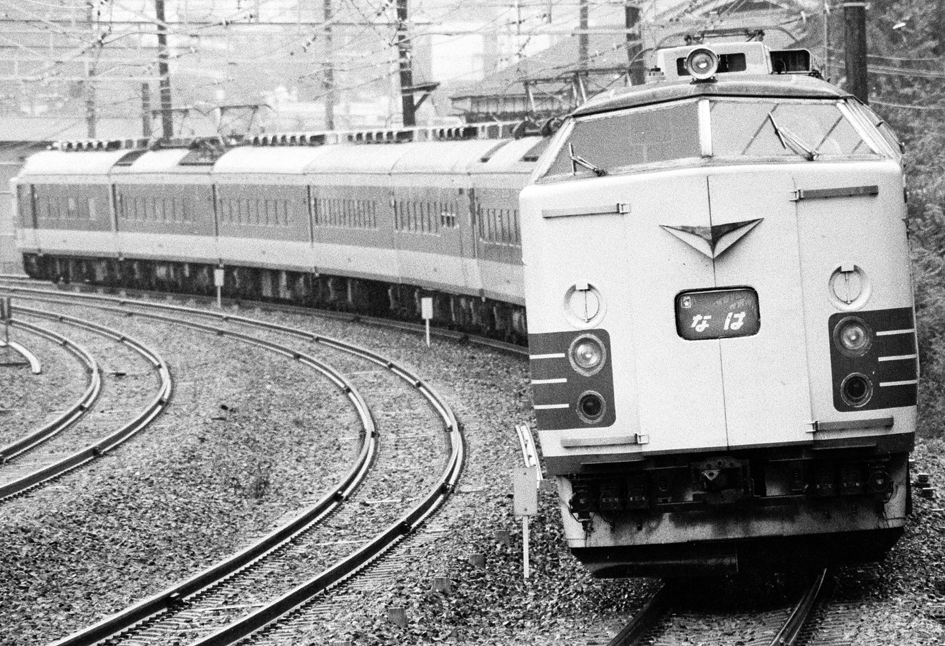
特急「なは」

1975年（昭和50年）3月10日のダイヤ改正で南福岡電車区から254両が転入し本系列の車両基地となった。また転入に際し、検修設備の関係からサロ581形を3号車から5号車へ、サハネ581形を2号車から4号車へ、4・5号車のモハネユニットを2・3号車へ組み替える編成変更を実施。当初は次の列車に充当された。
- 夜行
  - 「明星」3往復
    - 京都・新大阪 - 博多・西鹿児島

  - 「なは」
    - 新大阪 - 西鹿児島

  - 「彗星」2往復
    - 新大阪 - 大分・宮崎

  - 「金星」
    - 名古屋 - 博多
- 昼行
  - 「有明」3往復
    - 門司港・小倉・博多 - 西鹿児島

  - 「しらさぎ」
    - 名古屋 - 富山

- 「彗星」運用で6年半ぶりに日豊本線運用が再開。
- 運用に余裕が発生したために臨時「雷鳥」にも投入。
- 食堂車は全列車営業休止。
- 寝台組立要員の不足と急行列車の大幅削減に伴う末端利用者への配慮から「明星」「彗星」の一部車両を普通座席指定車として運用。
  - 本改正では「明星」下り1・上り7号「彗星」下り1・上り3号に4両、「明星」下り7・上り1号「彗星」下り3・上り1号に1両設定したが、利用率は芳しくなく1980年10月の改正で指定席運用は廃止。

1978年10月2日ダイヤ改正
- 夜行
  - 「明星」2往復
    - 新大阪 - 博多・西鹿児島

  - 「なは」
    - 京都 - 西鹿児島

  - 「彗星」
    - 新大阪 - 宮崎

  - 「金星」
    - 名古屋 - 博多
- 昼行
  - 「有明」3往復
    - 門司港・小倉・博多 - 西鹿児島

  - 「雷鳥」4往復
    - 大阪 - 金沢・富山
- 九州方夜行運用が2往復減。
- 「しらさぎ」運用の終了。

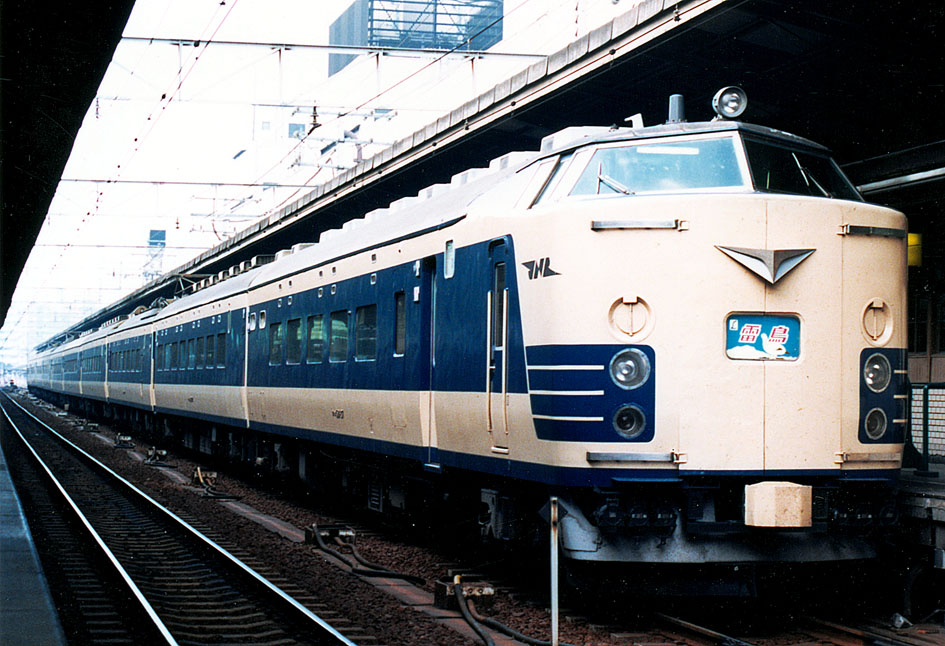
特急「雷鳥」

  - 北陸本線冬期降雪による遅延のため共通運用となる「金星」への転換作業時間が確保できずに度々遅れや運休が発生し問題化[注 43]。
- 「雷鳥」4往復に投入され、サシ581形の営業再開。
  - 従来冬期限定で「金星」「しらさぎ」運用に投入されていた耐寒耐雪装備車を含め87両が強化工事[注 44]を施し充当されることになるが、工期の関係から翌1979年2月28日までは、週末のみ1往復運転とされた。

1980年10月1日ダイヤ改正
国鉄再建計画の一環として、オイルショック以降の鉄道輸送退潮や空港整備による利用客の航空機への転移に伴い、夜行列車の供給自体を調整した。この結果、在来の20系を置換えた2段式B寝台の新型客車のみでの運行で輸送需要がまかなえるようになり、居住性・メンテナンスなどに難のある寝台電車の必要性が薄れており、向日町配置車は夜行定期運用が減少した。
- 夜行
  - 「明星」
    - 新大阪 - 博多

  - 「なは」
    - 新大阪 - 西鹿児島

  - 「彗星」
    - 新大阪 - 宮崎

  - 「金星」
    - 名古屋 - 博多
- 昼行
  - 「有明」2往復
    - 小倉・博多 - 西鹿児島

  - 「にちりん」2往復
    - 小倉・博多 - 宮崎

  - 「雷鳥」4往復
    - 大阪 - 金沢・富山

1982年11月15日ダイヤ改正
- 夜行
  - 「なは」
    - 新大阪 - 西鹿児島

  - 「彗星」
    - 新大阪 - 宮崎
- 昼行
  - 「有明」
    - 博多 - 西鹿児島

  - 「にちりん」2往復
    - 小倉・博多 - 宮崎

  - 「雷鳥」2往復
    - 大阪 - 金沢

夜行では「金星」「明星」が終了。「雷鳥」もボックスシートが不評だったため2往復に減少など大幅な運用減により、12両編成5本と19両の計79両が余剰となりモハネ581・580形など初期製造の車両が定期運用から外れた。余剰車は東灘信号場、野洲駅、二条駅などに分散留置された。このうち、48両は715系0番台に改造された（詳細は次項で記述）。
このため編成組成も大幅に変更となり、従来の12両編成7本・10両編成9本・予備車のクハネ581形1両の計175両配置となった。
北陸本線系統の昼行急行列車は全廃となったが、夜行「立山」1往復は季節列車として残存。試験的に余剰車を投入し、本系列の格下げ運用が開始された。
1984年2月1日ダイヤ改正
山陽本線 - 九州地区での運用が終了となり、定期運用は「雷鳥」2往復と季節列車の急行「立山」のみとなった。
余剰休車が121両まで増加し、稼動車として残存する車両は85両（12両編成7本・予備車1両）まで減少した（前述の715系0番台改造から外れた31両と山陽本線 - 九州地区運用終了に伴って新たに90両が余剰）。
- 1983年以降、これらの余剰車を中心に一部が419・715系近郊形電車に改造された[注 46]。
- 改造までは長期処分保留車として通常の車両基地に収容されたが、あまりにも大量だったために収容し切れない一部車両は電動車ユニットを中心に遊休化しつつあった車両基地近傍の貨物側線（野洲駅や吹田操車場[22]）に留置された。
  - 交直流両用の419系は北陸本線に、交流専用の715系は0番台が長崎本線・佐世保線に、1000番台は東北本線に投入された。また、モハネ581・580形は全車が改造され廃形式となった。

1985年3月14日ダイヤ改正
「雷鳥」「立山」の定期運用が終了し、新たに次の定期運用に投入された。
- 急行「きたぐに」
  - 大阪 - 新潟間

「立山」では運転時間が短く、12両中3両を寝台としても利用率は低かったため廃止。しかし、余剰車両の活用には有効であった結果から「きたぐに」に充当となり、編成もサロネ581形を組み込んだ12両編成となった。また、下り「きたぐに」のダイヤは改正前の「立山」のダイヤを米原経由に変更したうえで継承した。
- 波動輸送対応を含め上記編成6本を組成し稼動車は72両。
  - サハネ・サシ581形が編成から外され、モハネユニットを1組追加しているために従来と同じ12両編成であるが、6M6Tから8M4Tに変更。
  - 余剰のサシ581-5・19が2月28日付けで廃車となった。これは本系列初の廃車である。

この改正以後は「きたぐに」の新潟での間合い運用となる急行「庄内」や臨時「日本海」・「雷鳥」などの波動運用が増加した。
1986年11月1日ダイヤ改正
新潟寄のモハネユニット1組が減車され10両編成6本の計60両配置。419系・715系改造車両以外の余剰車はすべて廃車となった。
向日町運転所配置車編成
| \| ← 西鹿児島・博多・大分新大阪・名古屋・富山・新潟 → \| \| \| \| \| \| \| \| \| \| \| \| \| 1975年3月10日 - 1985年3月13日（12両編成） \| \| \| \| \| \| \| \| \| \| \| \| \| クハネ 581 \| モハネ 582 \| モハネ 583 \| サハネ 581 \| サロ 581 \| サシ 581 \| モハネ 582 \| モハネ 583 \| サハネ 581 \| モハネ 582 \| モハネ 583 \| クハネ 581 \| \| 1982年11月15日 - 1985年3月13日（10両編成） \| \| \| \| \| \| \| \| \| \| \| \| \| クハネ 581 \| モハネ 582 \| モハネ 583 \| サロ 581 \| サシ 581 \| モハネ 582 \| モハネ 583 \| モハネ 582 \| モハネ 583 \| クハネ 581 \| \| \| \| 1985年3月14日 - 1986年10月30日 \| \| \| \| \| \| \| \| \| \| \| \| \| クハネ 581 \| モハネ 582 \| モハネ 583 \| モハネ 582 \| モハネ 583 \| サロ 581 \| サロネ 581 \| モハネ 582 \| モハネ 583 \| モハネ 582 \| モハネ 583 \| クハネ 581 \| \| 1986年11月1日 - \| \| \| \| \| \| \| \| \| \| \| \| \| クハネ 581 \| モハネ 582 \| モハネ 583 \| モハネ 582 \| モハネ 583 \| サロ 581 \| サロネ 581 \| モハネ 582 \| モハネ 583 \| クハネ 581 \| \| \| |            |            |            |            |            |            |            |            |            |            |            |
| 備考 - 表左側より1号車・2号車…12号車 - 1982年11月14日までモハネ583+モハネ582はモハネ581+モハネ580の場合あり - クハネ581はクハネ583の場合あり |            |            |            |            |            |            |            |            |            |            |            |
| ← 西鹿児島・博多・大分新大阪・名古屋・富山・新潟 → |            |            |            |            |            |            |            |            |            |            |            |
| 1975年3月10日 - 1985年3月13日（12両編成） |            |            |            |            |            |            |            |            |            |            |            |
| クハネ 581 | モハネ 582 | モハネ 583 | サハネ 581 | サロ 581   | サシ 581   | モハネ 582 | モハネ 583 | サハネ 581 | モハネ 582 | モハネ 583 | クハネ 581 |
| 1982年11月15日 - 1985年3月13日（10両編成） |            |            |            |            |            |            |            |            |            |            |            |
| クハネ 581 | モハネ 582 | モハネ 583 | サロ 581   | サシ 581   | モハネ 582 | モハネ 583 | モハネ 582 | モハネ 583 | クハネ 581 |            |            |
| 1985年3月14日 - 1986年10月30日 |            |            |            |            |            |            |            |            |            |            |            |
| クハネ 581 | モハネ 582 | モハネ 583 | モハネ 582 | モハネ 583 | サロ 581   | サロネ 581 | モハネ 582 | モハネ 583 | モハネ 582 | モハネ 583 | クハネ 581 |
| 1986年11月1日 - |            |            |            |            |            |            |            |            |            |            |            |
| クハネ 581 | モハネ 582 | モハネ 583 | モハネ 582 | モハネ 583 | サロ 581   | サロネ 581 | モハネ 582 | モハネ 583 | クハネ 581 |            |            |

#### 青森運転所〈盛アオ〉
東北本線全線電化完成による1968年10月1日ダイヤ改正を前に同年6月から青森運転所に84両（13両編成6本・予備車8両）が新製配置された。
編成出力は勾配区間を考慮して西日本地区の6M6Tから8M5Tに強化されたほか、9月9日からは「はつかり」に充当されていたキハ81系の改正に伴う転配ならびに改造日程などから、常磐線経由のまま前倒しで置換えられ、以下の列車に充当された。
- 夜行
  - 「はくつる」
    - 上野 - 青森（東北本線経由）

  - 「ゆうづる」
    - 上野 - 青森（常磐線経由）
- 昼行
  - 「はつかり」2往復
    - 上野 - 青森（東北本線経由）

1970年（昭和45年）10月1日ダイヤ改正
配置が132両（13両編成10本・予備車2両）となり増発が行われた。
- 夜行
  - 「はくつる」
    - 上野 - 青森（東北本線経由）

  - 「ゆうづる」2往復
    - 上野 - 青森（常磐線経由）
- 昼行
  - 「はつかり」3往復
    - 上野 - 青森（東北本線経由）

本増備分から制御車が将来の15両編成化を見越したクハネ583形となり、従来車も差し換え対象となったためにクハネ581形は南福岡区に転属となった。
- 早期落成車はこの年の8月に仙台 - 青森の臨時特急「とうほく」や常磐線経由で運転された「はつかり51号[注 48]」に充当された。
- ユニークな臨時列車への充当では、1972年（昭和47年）に北海道札幌市で開催された札幌オリンピックの輸送対象となった「オリンピア1号」がある。青函連絡船を挟んで連絡する函館 - 札幌は80系気動車による「オリンピア2号」と姉妹列車であったが、運転時間の関係で下りは夜行寝台、上りは昼行座席列車として運転された。

1972年（昭和47年）3月15日ダイヤ改正
配置が167両（13両編成12本・予備車11両）となり、大幅に運用増となった。
- 夜行
  - 「はくつる」
    - 上野 - 青森（東北本線経由）

  - 「ゆうづる」3往復
    - 上野 - 青森（常磐線経由）
- 昼行
  - 「はつかり」3往復
    - 東京・上野 - 青森（東北本線経由）

  - 「みちのく」
    - 上野 - 青森（常磐線経由）

  - 「ひばり」
    - 上野 - 仙台（東北本線経由）

「みちのく」は「常磐はつかり」を定期化する形で、「はつかり」の補完列車的存在であった。また、上野口の間合い運用で「ひばり」1往復にも充当。「はつかり」は1往復が東京発着となったが、東海道新幹線ホーム増設工事のため、翌1973年（昭和48年）3月31日をもって再び上野発着に戻されている。
1975年（昭和50年）3月10日ダイヤ改正
南福岡区より13両編成1本が転入し総配置が180両となったが、予備車増強用のため定期運用に変化はない。寝台組立要員の不足から「ゆうづる」1往復が全車指定席の座席列車での運転に変更となったが、翌1976年（昭和51年）の3月に再び寝台列車に戻された。
1978年（昭和53年）10月2日ダイヤ改正
- 夜行
  - 「はくつる」
    - 上野 - 青森（東北本線経由）

  - 「ゆうづる」3往復
    - 上野 - 青森（常磐線経由）
- 昼行
  - 「はつかり」3往復
    - 上野 - 青森（東北本線経由）

  - 「みちのく」
    - 上野 - 青森（常磐線経由）

上野口間合い運用の「ひばり」が485系に変更され消滅。また、翌1979年（昭和54年）10月1日のダイヤ改正でグリーン車の連結位置を183・189・485系と統一するため、6号車に変更した。
1980年（昭和55年）10月1日ダイヤ改正
夜行列車の需給見直しが行われ「ゆうづる」1往復が季節列車に格下げ。
- 夜行
  - 「はくつる」
    - 上野 - 青森（東北本線経由）

  - 「ゆうづる」3往復（うち1往復は季節列車）
    - 上野 - 青森（常磐線経由）
- 昼行
  - 「はつかり」3往復
    - 上野 - 青森（東北本線経由）

  - 「みちのく」
    - 上野 - 青森（常磐線経由）

1982年（昭和57年）11月15日ダイヤ改正
東北・上越新幹線開業により、東北本線の昼行特急列車は軒並み廃止となり、「はつかり」は盛岡 - 青森に短縮され、新幹線連絡列車となった。
- 夜行
  - 「はくつる」2往復
    - 上野 - 青森（東北本線経由）

  - 「ゆうづる」3往復（うち1往復は季節列車）
    - 上野 - 青森（常磐線経由）
- 昼行
  - 「はつかり」2往復
    - 盛岡 - 青森

1985年（昭和60年）3月14日ダイヤ改正
- 夜行
  - 「はくつる」2往復（うち季節列車1往復）
    - 上野 - 青森（東北本線経由）

  - 「ゆうづる」
    - 上野 - 青森（常磐線経由）
- 昼行
  - 「はつかり」5往復
    - 盛岡 - 青森

この改正では、次の車両移動が発生した。
- 向日町所との間で、モハネユニット3組転出と、サロ1両転入の車両交換を行った。
- 編成から外されたサシ581形2両が2次利用目的のために仙台運転所に転属し、同年10月までに廃車となったが、他の12両は余剰休車となった。
- サハネ581-51が盛岡工場でクハ418-1に改造され、金沢運転所（現・金沢総合車両所）に転出。

この結果、青森運転所の583系は配置174両・稼動車160両（12両編成13本・予備車4両）まで減少した。
改正直前に485系転配措置の関係から「鳥海」（とき_(列車)#特急の誕生と急行の黄金時代、いなほ_(列車)#羽越本線優等列車の創始を参照）にも一時的に投入されたほか、同年茨城県で開催された国際科学技術博覧会（通称：つくば博・科学万博）の臨時輸送に投入され、臨時快速「エキスポライナー」や列車ホテルとした「エキスポドリーム」に充当された。
1986年（昭和61年）11月1日ダイヤ改正
定期運用列車に関しては変更はなかったものの基本編成が9両編成となり、多客期には青森方にモハネユニット+サハネの3両を組み込み対応する組成に変更となった。
またサハネ581形7両が札幌運転所に転出したほか、サシ581形全車と状態の悪い余剰車12両が廃車となった。この結果、配置両数が141両まで減少した。
青森運転所配置車編成
| \| ← 上野青森 → \| \| \| \| \| \| \| \| \| \| \| \| \| \| 1968年9月9日 - 1979年9月30日 \| \| \| \| \| \| \| \| \| \| \| \| \| \| クハネ 583 \| サロ 581 \| モハネ 582 \| モハネ 583 \| モハネ 582 \| モハネ 583 \| サシ 581 \| モハネ 582 \| モハネ 583 \| モハネ 582 \| モハネ 583 \| サハネ 581 \| クハネ 583 \| \| 1979年10月1日 - 1986年10月31日 \| \| \| \| \| \| \| \| \| \| \| \| \| \| クハネ 583 \| モハネ 582 \| モハネ 583 \| モハネ 582 \| モハネ 583 \| サロ 581 \| サシ 581 \| モハネ 582 \| モハネ 583 \| モハネ 582 \| モハネ 583 \| サハネ 581 \| クハネ 583 \| \| 1986年11月1日 - （9両基本編成） \| \| \| \| \| \| \| \| \| \| \| \| \| \| クハネ 583 \| モハネ 582 \| モハネ 583 \| モハネ 582 \| モハネ 583 \| サロ 581 \| モハネ 582 \| モハネ 583 \| クハネ 583 \| \| \| \| \| \| 1986年11月1日 - （12両多客期増結編成[8M4T]） \| \| \| \| \| \| \| \| \| \| \| \| \| \| クハネ 583 \| モハネ 582 \| モハネ 583 \| モハネ 582 \| モハネ 583 \| サロ 581 \| モハネ 582 \| モハネ 583 \| モハネ 582 \| モハネ 583 \| サハネ 581 \| クハネ 583 \| \| |            |            |            |            |            |            |            |            |            |            |            |            |
| 備考 - 表左側より1号車・2号車…13号車 - クハネ583は1970年以前はクハネ581の場合あり |            |            |            |            |            |            |            |            |            |            |            |            |
| ← 上野青森 → |            |            |            |            |            |            |            |            |            |            |            |            |
| 1968年9月9日 - 1979年9月30日 |            |            |            |            |            |            |            |            |            |            |            |            |
| クハネ 583 | サロ 581   | モハネ 582 | モハネ 583 | モハネ 582 | モハネ 583 | サシ 581   | モハネ 582 | モハネ 583 | モハネ 582 | モハネ 583 | サハネ 581 | クハネ 583 |
| 1979年10月1日 - 1986年10月31日 |            |            |            |            |            |            |            |            |            |            |            |            |
| クハネ 583 | モハネ 582 | モハネ 583 | モハネ 582 | モハネ 583 | サロ 581   | サシ 581   | モハネ 582 | モハネ 583 | モハネ 582 | モハネ 583 | サハネ 581 | クハネ 583 |
| 1986年11月1日 - （9両基本編成） |            |            |            |            |            |            |            |            |            |            |            |            |
| クハネ 583 | モハネ 582 | モハネ 583 | モハネ 582 | モハネ 583 | サロ 581   | モハネ 582 | モハネ 583 | クハネ 583 |            |            |            |            |
| 1986年11月1日 - （12両多客期増結編成[8M4T]） |            |            |            |            |            |            |            |            |            |            |            |            |
| クハネ 583 | モハネ 582 | モハネ 583 | モハネ 582 | モハネ 583 | サロ 581   | モハネ 582 | モハネ 583 | モハネ 582 | モハネ 583 | サハネ 581 | クハネ 583 |            |

#### 転属
本系列では、東日本地区運用車両は青森運転所、西日本地区運用車両は南福岡電車区に配置されたが、国鉄時代には1975年の南福岡配置車両の向日町転属を除くと以下の転属経歴がある。
サハネ581-13
当初は1968年6月25日付で青森新製配置となったが、同年10月のダイヤ改正で南福岡配置のサハネ581形が予備車なしとなったため同年11月20日付で南福岡電車区に転属。
クハネ581-10 - 17・22 - 26
1968年に青森運転所へ新製配置された制御車。しかし東北地区では寝台特急の人気により編成を15両化することが検討されたことから、1970年以降はクハネ583形に移行することが決定し、従来からの配置車も南福岡区へ転出することになった。
車両需給の関係上、1970年10月ダイヤ改正ならびに1971年の予備車増強用として製造された南福岡向け車両には同一製造ロットであってもクハネ583形のみ青森、中間車は南福岡配置とすることで対応した。このため、該当編成ではメーカーで落成後一旦青森に立ち寄りクハネ583形とクハネ581形の車両交換実施後に南福岡へ配給する措置が採られた。
モハネ583・582-103 - 106・クハネ583-29・30・サハネ581-57・サロ581-35・サシ581-35
1975年3月ダイヤ改正で西日本地区で運用される車両の配置が、南福岡電車区→向日町運転所に移管・転属となったが、その際に東北地区予備車増強のため上述13両は青森運転所に転属した。
モハネ583・582-1 - 3・サロ581-24
1985年3月14日ダイヤ改正で「きたぐに」編成が6M6Tから8M4Tに変更されることになり、青森から向日町へモハネユニット3組が、需給調整の点からサロ581-24が向日町から青森に転属した。
なおモハネユニット3組は翌1986年11月1日ダイヤ改正で「きたぐに」編成が6M4Tに減車されたことから分割民営化前に廃車。一方、青森所属となったサロ581-24はJR東日本に承継され2000年2月26日付で廃車となった。
サシ581-6・8
1985年3月14日ダイヤ改正で青森運転所編成からサシ581形が編成から外されたが、当該2両は仙台市内で2次利用が決定したため同年8月18日付で仙台運転所に転出。10月4日付で廃車となった。
サハネ581-14 - 19・36
分割民営化直前の1987年3月にJR北海道承継を目的に青森運転所から札幌運転所に転属。

### 分割民営化後
1987年の国鉄分割民営化では、以下の旅客3社に承継された。
- 北海道旅客鉄道（JR北海道）：7両
- 東日本旅客鉄道（JR東日本）：141両
  - 2次利用を前提としない営業用車としてのサハネ581形は残存する5両全車承継。
- 西日本旅客鉄道（JR西日本）：60両
  - クハネ581形・サロネ581形は全車承継。

サシ581形はJR移行直前までに全車廃車となったほか、サロ581形も35両中20両が承継されたのみである。

#### JR北海道
JR北海道ではサハネ581形7両を承継したが、経年による傷みや改造計画自体の見直しから苗穂駅周辺で留置されたまま営業運転に就くことはなく、1990年（平成2年）に全車廃車された。また、台車のみがクリスタルエクスプレス トマム & サホロのキサロハ182-5101に流用されるにとどまったことにも表れているように、譲渡は国鉄時代の費用コストが掛からない内に改造種車として確保することが目的だったという。

#### JR東日本
国鉄時代から引き続き青森運転所に所属し、夜行では「はくつる」「ゆうづる」、昼行では「はつかり」に充当された。その後の改正で若干の変化が発生した。

##### 東北新幹線八戸開業（2002年）まで
1988年3月13日ダイヤ改正
青函トンネル開通によるダイヤ改正で「はつかり」の一部は函館駅まで延長されたが、これには485系のATC-L搭載車が充当され、本系列は従来からの青森までの列車のみに充当された。
このほか、間合い運用で津軽線青森 - 蟹田の普通列車に充当された。これは、2002年まで本系列を使用した唯一の定期普通列車運用であった。また、ダイヤ改正後は臨時列車として「あけぼの」にも投入された。
1990年3月10日ダイヤ改正
津軽線での運用が終了。なお、同年8月31日からは新たに急行「津軽」に充当された。
1990年9月1日より山形新幹線の第一期工事が始まったことで仙山線経由に変更され、それに伴う電気機関車付替えの省力化が目的である。
1992年7月から1993年9月の間は485系に車種変更されたものの1993年12月1日の定期運転終了まで運用された。
1993年12月1日ダイヤ改正
前述の「津軽」のほか、長年充当されていた「ゆうづる」「はつかり」の定期運用から離脱。一方で、1988年以降1往復のみ充当されていた「はくつる」は2往復となり、東日本最後の本系列定期運用となった。
翌1994年12月3日をもって1往復減、さらに24系客車へ変更となり青森所属車による定期列車運用は消滅した。
残存車両のうち9両編成×3本について、1992年度から1993年度に下記更新工事を受け波動用車両として臨時列車や団体列車に充当された。
- ドアエンジンを交換。
- 客室窓の2重窓構造を1枚窓とし、ブラインド方式からプリーツ式カーテンに交換。
- 洗面所は従来の3箇所から2箇所としスペースを拡大。湯水混合栓・自動センサー付き蛇口を取付けたユニット洗面台とし、照明器具等も交換。
- サロ581形は以下のリフレッシュ工事を施工。
  - 座席を無段階リクライニング機構内蔵のバケットタイプシートに交換。
  - 天井を吊り構造とし、間接照明を採用。
  - 荷物棚に読書灯を設置。

2000年以降は以下の理由で急速に廃車が進行した。
- 車両そのものの老朽化。
- E751系新製により臨時「はつかり」での運用削減。

2002年の東北新幹線八戸開業時点では9両編成2本と増結用中間車6両の計24両のみとなったが、後述する15両が転出したほか残存したモハネ583・582-83・94・98・サハネ581-46・52・サロ581-32の9両も翌2003年に廃車となり、青森運転所は1968年以来35年にわたる本系列の車両基地としての歴史を閉じた。

##### 東北新幹線八戸開業後
定期運用はないもののATS-Pが搭載されており首都圏各線への乗入れが可能なことや波動運用では広域での運行かつ高稼働率が期待できることから、秋田支社・仙台支社の要望もあり同年度中に、クハネ583-5・20・モハネ583・582-6・12・79・サロ581-33の9両は南秋田運転所（現・秋田総合車両センター南秋田センター）に、クハネ583-8・17・モハネ583・582-100・106の6両は仙台電車区（現・仙台車両センター）にそれぞれ転出した。
転属後の経緯については、それぞれの所属区所ごとに説明する。なお、所属区所名称は、現名称もしくは本系列の配置終了時点の名称とする。

##### 仙台車両センター〈仙セン〉
2003年2月24日に青森運転所から下表の編成が転属した。
青森運転所→仙台電車区転属当時の編成
|          | ← 東京・上野仙台・青森 → |            |            |            |            |            |
| 編成番号 | クハネ 583               | モハネ 582 | モハネ 583 | モハネ 582 | モハネ 583 | クハネ 583 |
| N-1+N-2  | 8                        | 106        | 106        | 100        | 100        | 17         |

- 仙台電車区は2004年4月1日に組織変更により、名称を仙台車両センターへ変更[27]。

当センター所属車はN-1+N-2編成となり、正式転入後には郡山工場（現・郡山総合車両センター）で徹底的な修繕工事が施工され、国鉄時代の状態が再現された。以後の検査も引き続き郡山総合車両センターが担当となったため床下機器・台車はグレーに塗装された。また2007年には首都圏でのデジタル列車無線整備にあわせてデジタル列車無線車上装置が搭載された。
2011年6月には東武鉄道直通列車へ充当されていた小山車両センター所属485系6両編成が253系1000番台落成・運用開始により用途廃止となったため仙台車両センターへ転出した。これにより仙台所属波動用485系は6両編成2本となることから、老朽化が進行していた秋田所属車を比較的車齢の若い当センター所属車で置換えるため同年8月18日に秋田車両センターへ転出した。

##### 秋田総合車両センター南秋田センター〈秋アキ〉
2002年12月3日に青森運転所から下表の編成が転属した。なお、現名称までの変遷は、南秋田運転所→秋田車両センター（2004年4月1日改称）→秋田総合車両センター南秋田センター（2021年4月1日改称）である。
青森運転所→南秋田運転所転属当時の編成
|          | ← 東京・上野秋田・青森 → |            |            |            |            |          |            |            |            |
| 編成番号 | クハネ 583               | モハネ 582 | モハネ 583 | モハネ 582 | モハネ 583 | サロ 581 | モハネ 582 | モハネ 583 | クハネ 583 |
|          | 20                       | 12         | 12         | 79         | 79         | 33       | 6          | 6          | 5          |

当センター所属車は転入当初は保留車扱いながら波動用車として運用される珍しい形態が採られた。また冬期の大雪や塩害など厳しい気候条件にある日本海側の奥羽本線・羽越本線での運用から、外観は雨樋の歪みをはじめ補修跡や所々に錆が目立ち、前灯のレンズ部分が黒ずむなど傷みが激しかった。そのためサロ581-33・モハネ583・582-79は2006年6月1日で廃車。残存した6両は2006年4月より秋田総合車両センターに入場し、1年かけて仙台所属車と同様に検査と車体全体の再塗装を含めた徹底的な修繕を施して2007年4月16日に出場し、同月20日から「わくわくドリーム号」で運用を再開した。
2006 - 2007年にかけての車体修繕後の編成
|          | ← 東京・上野秋田・青森 → |            |            |            |            |            |
| 編成番号 | クハネ 583               | モハネ 582 | モハネ 583 | モハネ 582 | モハネ 583 | クハネ 583 |
|          | 20                       | 12         | 12         | 6          | 6          | 5          |

その後、特急「かもしか」に投入されることもあったほか、当初よりすべて国鉄特急色のため2001年に運転された「リバイバル月光」（新大阪 - 下関）・2004年に運転された「リバイバルつばめ」（品川 - 名古屋）などJR他社に貸出されるケースもある。
上述したように当センター所属車を仙台所属車で置換えるため2011年8月18日に仙台車両センターから転入、廃車となる従来からの秋田所属車は同年3月25日に運転された甲子園臨時「秋田県立大館鳳鳴高等学校応援列車」を最後に運用離脱。そして同年9月20日 - 21日にかけて長野総合車両センターへ回送され、同月22日付で廃車された。
仙台車両センターからの転属編成
|          | ← 東京・上野仙台・青森 → |            |            |            |            |            |
| 編成番号 | クハネ 583               | モハネ 582 | モハネ 583 | モハネ 582 | モハネ 583 | クハネ 583 |
| N-1+N-2  | 8                        | 106        | 106        | 100        | 100        | 17         |

上述のように仙台車両センターから転入してきた編成であり、編成番号も仙台時代から引き続きN1+N2とされ、転属後に愛称表示機ならびに行先表示幕・第2パンタグラフの交換（PS16H → PS16H改）が施工された。運用はこれまでの編成と同様、主に秋田地区発着の臨時列車や団体列車「わくわくドリーム号」に投入された。
2017年4月8日に奥羽本線秋田 - 弘前で運転される団体専用臨時列車「さようなら583系」への充当を最後に営業運転を終了すると発表された。ヘッドマークに「ありがとう583系」の特製ステッカーを貼り付けて運転後の同月9日に抽選による車両展示会を秋田駅で実施。同月27日に秋田総合車両センターへ自走回送された。
クハネ583-8は2017年9月2日付で廃車となり国内譲渡された。モハネ583・582-106は2017年10月14日付で廃車となり、台湾鉄路管理局車両工場があった台北機廠跡地に建造予定の鉄道博物館で保存車となる予定（詳細は保存車に後述）。モハネ583・582-100は2018年3月1日付で廃車となり、2022年10月1日現在はクハネ583-17のみが車籍を有する。

#### JR西日本
分割民営化時には10両編成（B編成）6本60両が承継され、引き続き向日町運転所に配置された。
|           | ← 大阪新潟 → |            |            |            |            |          |            |            |            |            |
| 編成 番号 | クハネ 581   | モハネ 582 | モハネ 583 | モハネ 582 | モハネ 583 | サロ 581 | サロネ 581 | モハネ 582 | モハネ 583 | クハネ 581 |
| B01       | 24           | 71         | 71         | 18         | 18         | 27       | 2          | 85         | 85         | 25         |
| B02       | 28           | 74         | 74         | 73         | 73         | 34       | 6          | 78         | 78         | 35         |
| B03       | 30           | 50         | 50         | 53         | 53         | 12       | 3          | 45         | 45         | 29         |
| B04       | 22           | 75         | 75         | 68         | 68         | 29       | 4          | 87         | 87         | 37         |
| B05       | 3-28         | 89         | 89         | 66         | 66         | 16       | 5          | 102        | 102        | 33         |
| B06       | 36           | 88         | 88         | 70         | 70         | 25       | 1          | 101        | 101        | 3-27       |

|                           |
| 備考 - 3- は、クハネ583形 |

##### 吹田総合車両所京都支所〈近キト〉
| 「金光臨」 |  | 「ナインドリーム甲子園」 |
| 「金光臨」 |  | 「ナインドリーム甲子園」 |

国鉄時代からの急行「きたぐに」定期運用のほか、かつては「雷鳥」をはじめ「シュプール」・「シャレー軽井沢」・「東北夏祭り」・「あおもり」・金光教参拝団体列車（通称『金光臨』）・奥羽羽越沿線⇔京阪神修学旅行列車・寝台設備を活かした「ナインドリーム甲子園」「エキスポトレインわしゅう」にみる列車ホテルなどの波動臨時列車運用にも投入された。
「きたぐに」では繁忙期に別編成の電動車ユニットを組み込み増結。「シュプール」では485系との併結運転も行うなど編成変更も行われた。
「シュプール」廃止ならびに交換部品確保の点から2007年にB01編成が、2010年にB02・B03編成が廃車され3編成30両の配置となったが、その際に車両組み換えが行われ先頭車両はクハネ581形に統一された。
2012年3月17日のダイヤ改正で「きたぐに」臨時列車化ならびに短編成化（10両編成→7両編成）を実施。余剰となった電動車ユニット6両とサロネ581形3両が同年8月までに廃車となり、本系列による定期運用は終了した。
- なお同年6月に組織改変で基地名称が京都総合運転所から変更された。

「きたぐに」は2013年1月7日の上り運転を最後に同月31日、JR西日本から廃止が発表された。そして、京都鉄道博物館で保存されるクハネ581-35を除き同年7月までにすべて廃車。クハネ581-35も2015年2月17日付で廃車となり本系列のJR西日本在籍車は全廃となった。
なお分割民営化後は以下の改造が施工された。
スキー臨時列車「シュプール号」対応用改造工事
1989年にB01 - B03編成へ施工。
- サロ581形は100番台に改造（施工内容は前述）。
- 一部のモハネ583形・582形の乗務員室を撤去し、スキー板荷物置場・更衣室を新設（ATS-P装備のB04編成にも「シュプール野沢・苗場」に充当される関係から追加改造）。
- 洗面所は従来の3箇所を2箇所としスペースを拡大。
  - 大理石風カウンター・温度調節機能付き自動水栓とした他に通路との仕切りカーテンを設置。
- 客室化粧板を従来のクリーム9号からやや明るい柄に変更。
- 寝台灯を常夜灯付き9w蛍光灯に変更。

| 旧・JR西日本色急行「きたぐに」  |  | 現・JR西日本色急行「きたぐに」  |
| 旧・JR西日本色 急行「きたぐに」 |  | 現・JR西日本色 急行「きたぐに」 |

延命N40工事
1991年12月から1993年1月にかけて順次施工。
- 淡いブルーをベースに紺と緑の帯をあしらった塗装に変更。
  - 1997年12月から1998年9月にかけて順次、グレーをホワイト基調とに側面部に青と金の帯をあしらった装に再変更。
- 腐食した外板の取替。
- 乗務員室の外開式非常口ならびに窓の埋込み。
- 屋根の塗り塗装化。
- 床下配管の再整備。
- 座席使用時に乗客が勝手に寝台を組立てしまうことを防止するロック装置を一部車両に取付。
- 座席モケットの張替ならびにデザインの変更。
- ブラインドのカーテン化。
- トイレ・洗面所の床下地SUS化ならびに壁面にタイル調の壁材を貼付。
  - B04 - B06編成の洗面所はシュプール編成に合わせた構造に変更。
- B02・B03編成の1 - 3・8 - 10号車は臨時夜行急行「シャレー軽井沢」寝台使用時2段使用が可能な仕様に簡易改造。上段寝台を格納状態のまま固定し、網棚を外すことで中段⇔上段の空間をつなげた構造であるが、この運用は同列車のみに留まった。
  - 同区画の寝台料金は上段・下段とも同額とされた[注 60]。

また各形式ごとに施工された改造を以下に示す。
- モハネ582形
  - パンタグラフをPS21形に交換。
- サロ581形
  - 16・25・29・101が2003年に、102・103が2004年に新型座席へ交換。
- クハネ581形
  - 1997年の再塗装変更と同時に22・29・30・37がATS-P搭載[注 61]。
    - 残りの24・25・28・33・35・36ならびにクハネ583-27・28は2004年に搭載。

  - 29・30・36が2004年にMGを210kVAに換装[注 62]。
  - 28 - 30・33・35・36が2010年にATS-Ps搭載[注 63]。

## 事故廃車
モハネ583+582-59・95・サハネ581-53
1990年2月11日午前2時ごろに「ゆうづる1号」で運用中、仙台駅構内で結線ミスから発生したポイント誤動作による脱線転覆事故被災車。同年7月23日付けで廃車。

## 保存車

### 静態保存車
| 画像 | 番号               | 所在地                                    | 備考 |
| ---- | ------------------ | ----------------------------------------- | --- |
|      | クハネ581-8        | 福岡県北九州市門司区 九州鉄道記念館       | 近郊化改造後のクハ715-1として1998年（平成10年）に廃車。その後も解体を免れ九州旅客鉄道（JR九州） 小倉工場（現・小倉総合車両センター）に留置されていたが、2000年（平成12年）の小倉工場まつりのために修復工事が行われた。 ただし、内装および窓・扉配置はクハ715-1のままであり、後位側扉・ロングシート・中吊り広告受の残置などがある。2003年（平成15年）の同館開館により移設。 |
|      | クハネ581-35       | 京都府京都市下京区観喜寺町 京都鉄道博物館 | JR西日本吹田総合車両所京都支所所属の新潟方先頭車。国鉄色およびJNRロゴ復元などの整備をした上で2015年2月14日に吹田総合車両所から搬出。 同月17日付で車籍抹消となり廃車。2016年4月29日の博物館オープンに伴い一般公開。 |
|      | モハネ583・582-106 | 台湾 国定古跡・台北機廠                   | JR東日本秋田車両センター最終所属で本系列最後の稼働車だった中間車2両。2017年8月1日にさいたま市の鉄道博物館で譲渡調印式が行われた。 同所に建造予定の鉄道博物館に寄贈。車両は既に海上輸送で台湾の現地に到着済である。 |

なお保存車ではないが、片町線（学研都市線）同志社前駅では1986年の開業当初から本系列の廃車体を2次利用した喫茶店を設置。後に休憩室へ改造されたが、2005年に施工された駅舎全面改修工事により撤去された。

### 民間譲渡車
| 画像 | 番号                    | 所在地                                                         | 備考 |
| ---- | ----------------------- | -------------------------------------------------------------- | --- |
|      | サハネ581-19            | 北海道中川郡美深町 トロッコ王国美深 （旧国鉄美幸線仁宇布駅跡） | 宿泊場所として使用。本車を含む以下のサハネ581形5両はJR北海道への継承車で1990年（平成2年）の廃車後に道内の民間に転用。 |
|      | サハネ581-14・36        | 勇払郡むかわ町字汐見 ※解体済み                                 | ドライブインに転用され、サロ481-41とともにこの場所に移設された。閉店後は現場に放置され、横転するなどして状態も非常に悪く、2005年（平成17年）ごろに解体。 |
|      | サハネ581-15・18        | 北海道登別市                                                   | ゴルフ練習場売店に転用。サハネ581-15は解体され、現存しているのは18番のみ。 |
|      | サシ581-31              | 青森県八戸市⇒千葉県いすみ市                                    | 障がい者施設「柿の木苑」⇒ポッポの丘 車体老朽化などもあり所有者が解体の意向を示したことから、移設し保存すべくポッポの丘への移送費用のクラウドファンディングを2023年に実施し、目標以上の資金の獲得に成功。2024年3月17日より搬送を開始、3月21日にポッポの丘へ移設。 |
|      | サシ581-6・8            | 宮城県仙台市青葉区                                             | ラーメンなどを提供するレストランとして仙台駅で営業していたが、現在閉店。解体されたかどうかは不明。 |
|      | モハネ583・582-95       | 宮城県大崎市 「たかともワンダーファーム」 ※解体済み            | 前述した仙台駅構内脱線転覆事故による廃車。1990年（平成2年）キハ58 92・キユニ28 20・サシ481-27・サロ455-31とともに大崎市の「たかともワンダーファーム」が購入し館内施設として使用されたが、2008年9月に車体腐食のため解体。                                         |
|      | サシ581-32              | 千葉県市原市                                                   | |
|      | サシ581（車両番号不明） | 埼玉県川口市 ※解体済み                                         | 川口市立原町小学校近くの交差点。すでに解体され窓枠の一部のみ現存。EF60 116の前頭部もある。 |
|      | サシ581-29              | 神奈川県相模原市 ※解体済み                                     | 淵野辺駅前の中華店に転用後、解体 |
|      | サロ581-26              | 京都府京田辺市                                                 | |
|      | サシ581-10・30          | 大阪府大阪市住之江区                                           | |
|      | サロ581-20・サシ581-17  | 大阪府貝塚市                                                   | |
|      | サシ581-3・15           | 兵庫県神戸市垂水区                                             | |
|      | サシ581-25              | 兵庫県加古川市                                                 | |
|      | サシ581-34              | 岡山県加賀郡吉備中央町                                         | |
|      | サシ581-24              | 愛媛県松山市                                                   | |

国鉄末期に余剰車が大量に発生したサロ581形・サシ581形は、飲食店などの店舗に転用されたことが判明しているが、譲渡から30年以上を経過しており、2020年時点で現存するものは数箇所のみである。